# Art Gupta
L'art Gupta est l'art de l'Empire Gupta, qui régnait sur la majeure partie du Nord de l'Inde, avec son apogée entre environ 300 et 480, survivant sous une forme très réduite jusqu'à 550. La période Gupta est généralement considérée comme la période classique et un âge d'or de l'art en Inde du Nord pour tous les principaux groupes religieux. Bien que la peinture soit évidemment répandue, les œuvres qui subsistent sont principalement des sculptures religieuses. La période a vu l'émergence des icônes divines de pierre sculptée dans l'art hindou, tandis que la production des figures de Bouddha et de Jain tirthankara a continué de croître, ces dernières souvent à très grande échelle. Le centre principal traditionnel de la sculpture était Mathura, qui a continué à prospérer, tandisque l'art du Gandhara, le centre de l'art gréco-bouddhiste juste au-delà de la frontière nord du territoire de Gupta, continuait d'exercer une influence. D'autres centres ont vu le jour au cours de la période, notamment à Sarnath. Mathura et Sarnath ont exporté la sculpture vers d'autres parties du nord de l'Inde.
Il est de coutume d'inclure dans « l'art Gupta » des œuvres provenant de régions du nord et du centre de l'Inde qui n'étaient pas réellement sous le contrôle de Gupta, en particulier l'art produit sous la dynastie Vakataka qui dirigeait le Deccan entre 250 et 500. Cette région comportait des sites très importants, telles que les grottes d'Ajanta et les grottes d'Elephanta, toutes deux principalement créées à cette période, ainsi que les grottes d'Ellora qui ont probablement été commencées à l'époque. En outre, bien que l'empire ait perdu ses territoires occidentaux vers 500, le style artistique a continué à être utilisé dans la plupart du nord de l'Inde jusqu'à environ 550, et sans doute même jusqu'aux alentours de 650 Elle a ensuite été suivie de la période "Post-Gupta", avec (de moins en moins au fil du temps) de nombreuses caractéristiques similaires; Harle termine cette période vers 950.
En général, le style était cohérent à travers l'empire et les autres royaumes où il était utilisé. La grande majorité des œuvres qui subsistent sont de la sculpture religieuse, principalement en pierre, certaines en métal ou en terre cuite, et l'architecture, principalement en pierre mais aussi en brique. Les grottes d'Ajanta comportent pratiquement le seul témoignage restant d'un important et sophistiqué corpus de peinture et les très belles monnaies les principaux vestiges de la ferronnerie.
L'Inde Gupta a produit également des textiles et des bijoux, qui ne sont connus que par des représentations en sculpture ou en particulier les peintures d'Ajanta.

## Contexte
L'art gupta a été précédé par l'art Kushana, l'art de l'empire Kushana dans le nord de l'Inde, qui a prospéré entre le Ier et le IVe siècle de notre ère. Il a mélangé la tradition de l'art gréco-bouddhiste du Gandhara influencé par les canons artistiques hellénistiques, et l'art plus indien de Mathura. En Inde occidentale, comme visible dans le Devnimori, les satrapes occidentaux (Ier – IVe siècle de notre ère) ont développé un art raffiné, représentant une tradition artistique indienne occidentale antérieure à l'essor de l'art Gupta, et qui peut avoir influencé non seulement ce dernier, mais aussi l'art des grottes d'Ajanta, de Sarnath et d'autres lieux à partir du Ve siècle,. Dans le centre de l'Inde, l'art des Satavahanas avait déjà créé un riche vocabulaire artistique indien, visible à Sanchi, qui a également influencé l'art gupta.

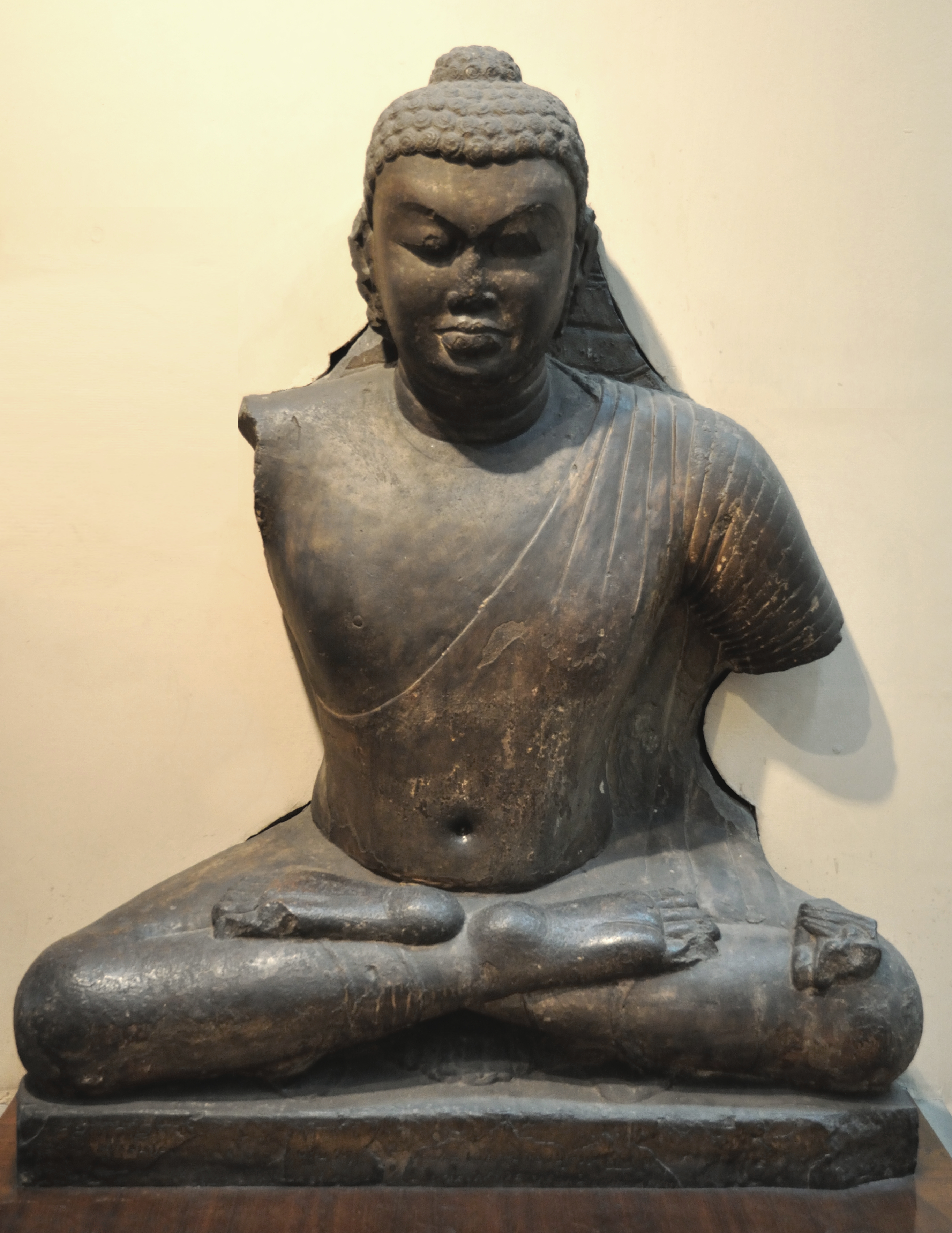
L'une des premières statues Gupta datées, un Bodhisattva dérivé du style Kushana de l'art de Mathura, inscrit de "l'année 64" de l'ère Gupta, 384, Bodh Gaya.

Avec les conquêtes de Samudragupta (règne vers 335 / 350-375) et Chandragupta II (règne vers 380 - 415), l'Empire Gupta est venu incorporer de vastes portions du centre, du nord et du nord-ouest de l'Inde, jusqu'au Pendjab et à la au mer d'Arabie, perpétuant et développant ces traditions artistiques antérieures et développant un style Gupta unique, s'élevant «à des sommets de sophistication, d'élégance et de gloire»,,,. Contrairement à certaines autres dynasties indiennes avant et après eux, et à l'exception de l'imagerie sur les pièces, la famille impériale Gupta n'a pas annoncé sa relation avec l'art produit via des inscriptions, sans parler des portraits qui ont survécu.

### Chronologie des débuts
Il existe plusieurs statues de la période Gupta qui sont inscrites avec une date et qui servent de référence pour la chronologie et l'évolution du style sous les Guptas. Ces statues datent de l'ère Gupta (qui commence en 318–319 EC) et mentionnent parfois le souverain régnant de cette époque. Outre la statuaire, la monnaie est également un indicateur chronologique important.
Bien que l'Empire Gupta soit censé commencer après le roi Gupta à la fin du IIIe siècle de notre ère, les premières sculptures connues et datées de l'art gupta arrivent relativement tard, environ un siècle plus tard, après la conquête du nord-ouest de l'Inde sous Samudragupta. Parmi les premiers, un pilier inscrit enregistre l'installation de deux Shiva Linga à Mathura en 380 sous Chandragupta II, le successeur de Samudragupta. Un autre exemple rare est une statue d'un Bodhisattva assis dans le style Mathura avec dhot et châle sur l'épaule gauche, provenant de Bodhgaya et datée de "l'année 64", vraisemblablement de l'ère Gupta, censée être 384. Ce type est resté rare, car dans la plupart des dernières statues de Gupta, le Bouddha était représenté avec la robe monastique samghati couvrant les deux épaules.
La monnaie a également connu un développement relativement tardif, également consécutif à la conquête du nord-ouest par Samugragupta,,. La monnaie Gupta était initialement à l'imitation des types Kushan,,.

## Sculpture

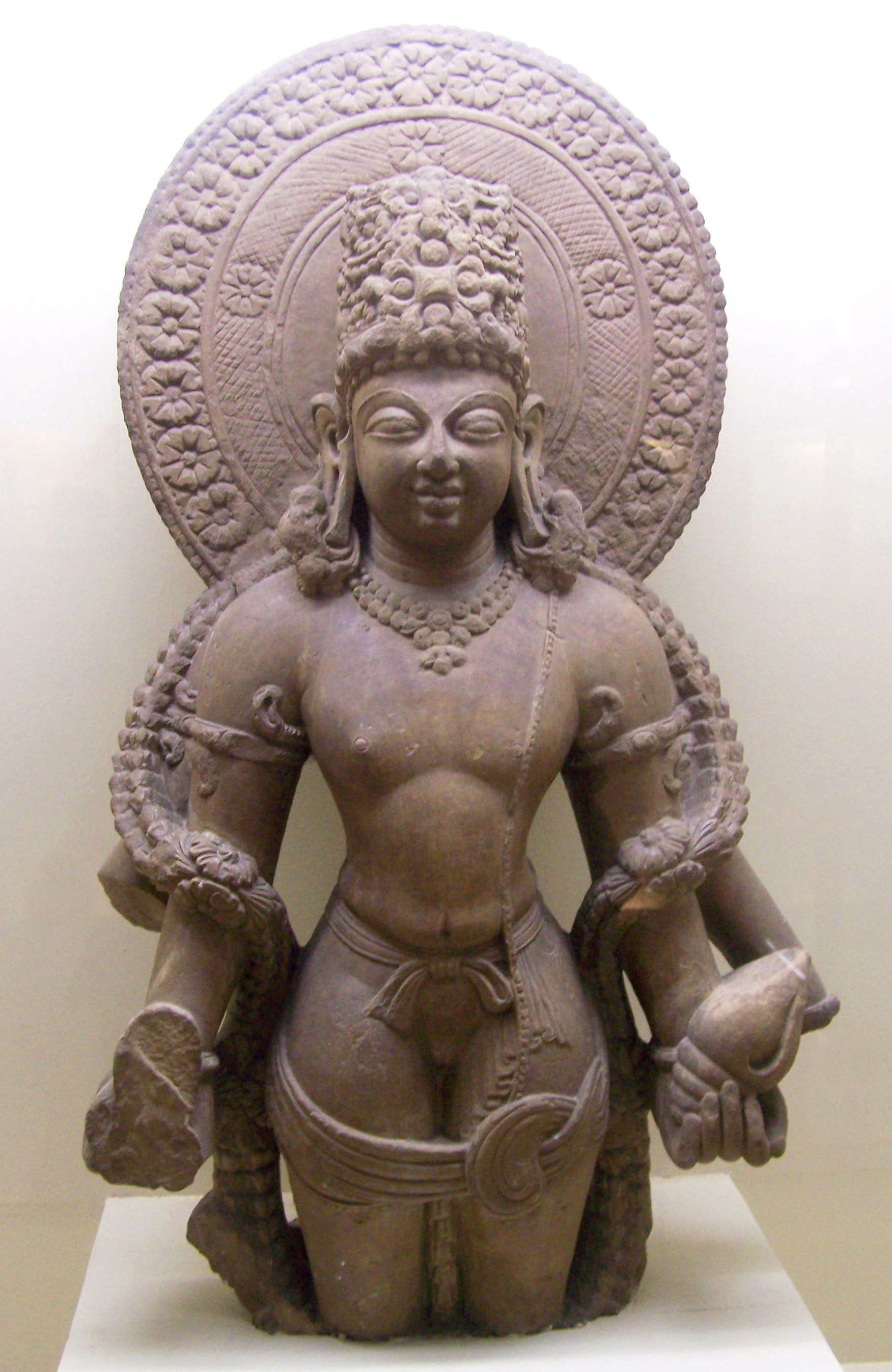
Vishnu Caturanana (« aux quatre bras »), Ve siècle, Mathura

Trois écoles principales de sculpture Gupta sont souvent reconnues, basées à Mathura, Varanasi / Sarnath et dans une moindre mesure Nalanda. Les pierres distinctement différentes utilisées pour les sculptures des principaux centres décrits ci-dessous facilitent grandement l'identification.
La sculpture bouddhiste et hindoue se concentre sur de grandes figures, souvent proches de la taille réelle, des principales divinités, respectivement Bouddha, Vishnou et Shiva. La dynastie Gupta avait une partialité envers Vishnou, qui figure désormais plus en évidence, là où la famille impériale Kushana avait généralement préféré Shiva. Des personnages mineurs tels que les yakshi, qui avaient été très importants au cours des périodes précédentes, sont maintenant plus petits et moins fréquemment représentés, et les scènes bondées illustrant les Jâtaka, contes des vies antérieures du Bouddha, sont rares. Lorsque les scènes incluent l'une des figures majeures et d'autres moins importantes, il y a une grande différence d'échelle, les figures majeures étant beaucoup plus grandes. C'est également le cas dans les représentations d'incidents de la vie du Bouddha, qui avaient auparavant montré toutes les figures à la même échelle.
Le lingam était le murti central de la plupart des temples. De nouvelles figures apparaissent, notamment des personnifications des fleuves Gange et Yamuna, pas encore vénérées, mais placées de part et d'autre des entrées; ce sont «les deux grands fleuves qui englobent le cœur de Gupta». Le bodhisattva principal apparaît pour la première fois en évidence dans la sculpture comme dans les peintures d'Ajanta. Les sculptures bouddhistes, hindoues et jaïnes présentent toutes le même style et il existe une "ressemblance croissante de forme" entre les figures des différentes religions, qui s'est poursuivie après la période Gupta.
La tradition stylistique indienne de représenter le corps comme une série de "plans lisses et très simplifiés" se poursuit, bien que les poses, en particulier dans les nombreuses figures debout, soient subtilement inclinées et variées, contrairement à la "rigidité en colonne" des figures précédentes. Les détails des parties du visage, des cheveux, des coiffures, des bijoux et des halos derrière les personnages sont sculptés très précisément, donnant un contraste agréable avec l'accent mis sur les larges masses sensuelles des corps. Les divinités de toutes les religions sont représentées dans un style méditatif calme et majestueux; "C'est peut-être cet intériorité omniprésente qui explique la capacité inégalée de Gupta et post-Gupta à communiquer des états spirituels supérieurs".

### École Gupta de Mathura
L'école de Mathura, établie de longue date, est restée l'une des deux principales écoles d'art de l'Empire Gupta, rejointe par l'école de Varanasi et Sarnath à proximité. La sculpture Mathura se caractérise par son utilisation de la pierre rouge tachetée de Karri provenant des alentours et ses influences étrangères, perpétuant les traditions de l'art du Gandhara et de l'art Kushana.
L'art de Mathura s'est continuellement sophistiquée pendant l'Empire Gupta, et les sculptures en grès rose de Mathura ont évolué au cours de la période pour atteindre une très grande finesse d'exécution et de délicatesse dans la modélisation, affichant calme et sérénité. Le style devient élégant et raffiné, avec un rendu très délicat du drapé et une sorte d'éclat renforcé par l'utilisation du grès rose. Les détails artistiques ont tendance à être moins réalistes, comme on le voit pour les boucles symboliques en forme de coquille utilisées pour rendre la coiffure du Bouddha, et les halos autour de sa tête. L'art Gupta est souvent considéré comme le summum de l'art bouddhiste indien, représentant une forme de l'idéal bouddhiste.
L'art gupta se caractérise également par une expansion du panthéon bouddhiste, avec une grande importance accordée au Bouddha lui-même et à de nouvelles divinités, y compris des bodhisattvas tels que Avalokitesvara ou des divinités d'inspiration Bramanique. L'art est dans le même temps moins axé sur les événements de la vie du Bouddha qui ont été abondamment illustrés à travers des histoires des Jataka dans l'art de Bharhut et de Sanchi (IIe-Ier siècles avant notre ère), ou dans l'art gréco-bouddhiste du Gandhara (Ier – IVe siècles de notre ère).
L'art gupta de Mathura était très influent dans tout le nord de l'Inde, et s'est accompagné d'une réduction des influences étrangères. Son style peut être vu dans les statues de Gupta à l'est dans des régions allant jusqu'à Allahabad, avec le Bouddha Mankuwar, daté du règne de Kumaragupta I en 448.
Il existe un certain nombre d'images bouddhistes et jaïnes «problématiques» de Mathura dont la datation est incertaine; beaucoup sont datées comme assez précoce, mais leur époque n'est donc pas bien identifiée. Celles-ci pourraient bien provenir du début de la période Gupta.

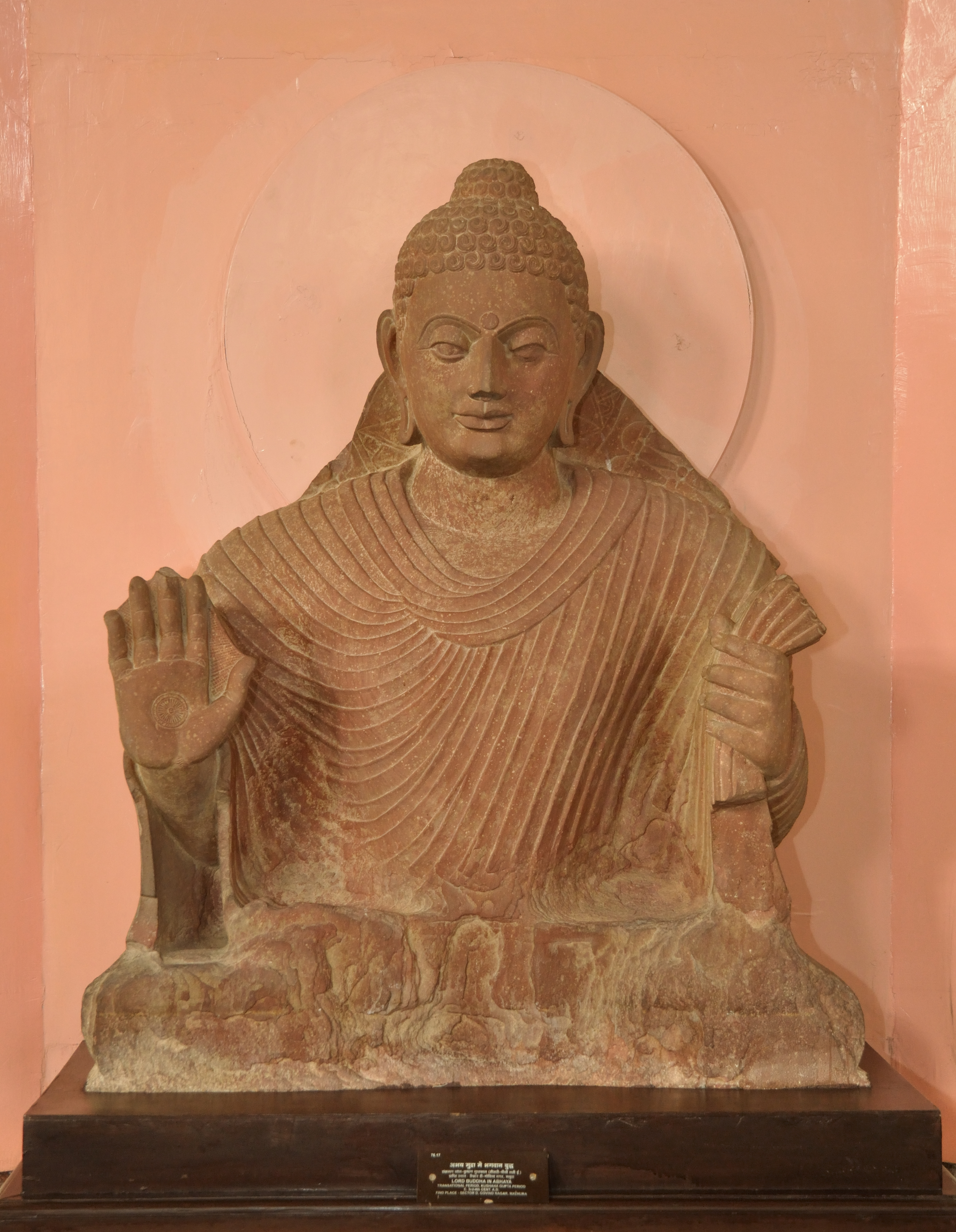
Bouddha en abhaya-mudrā. Période de transition Kushana-Gupta. IIIe – IVe siècle, Mathura[41].
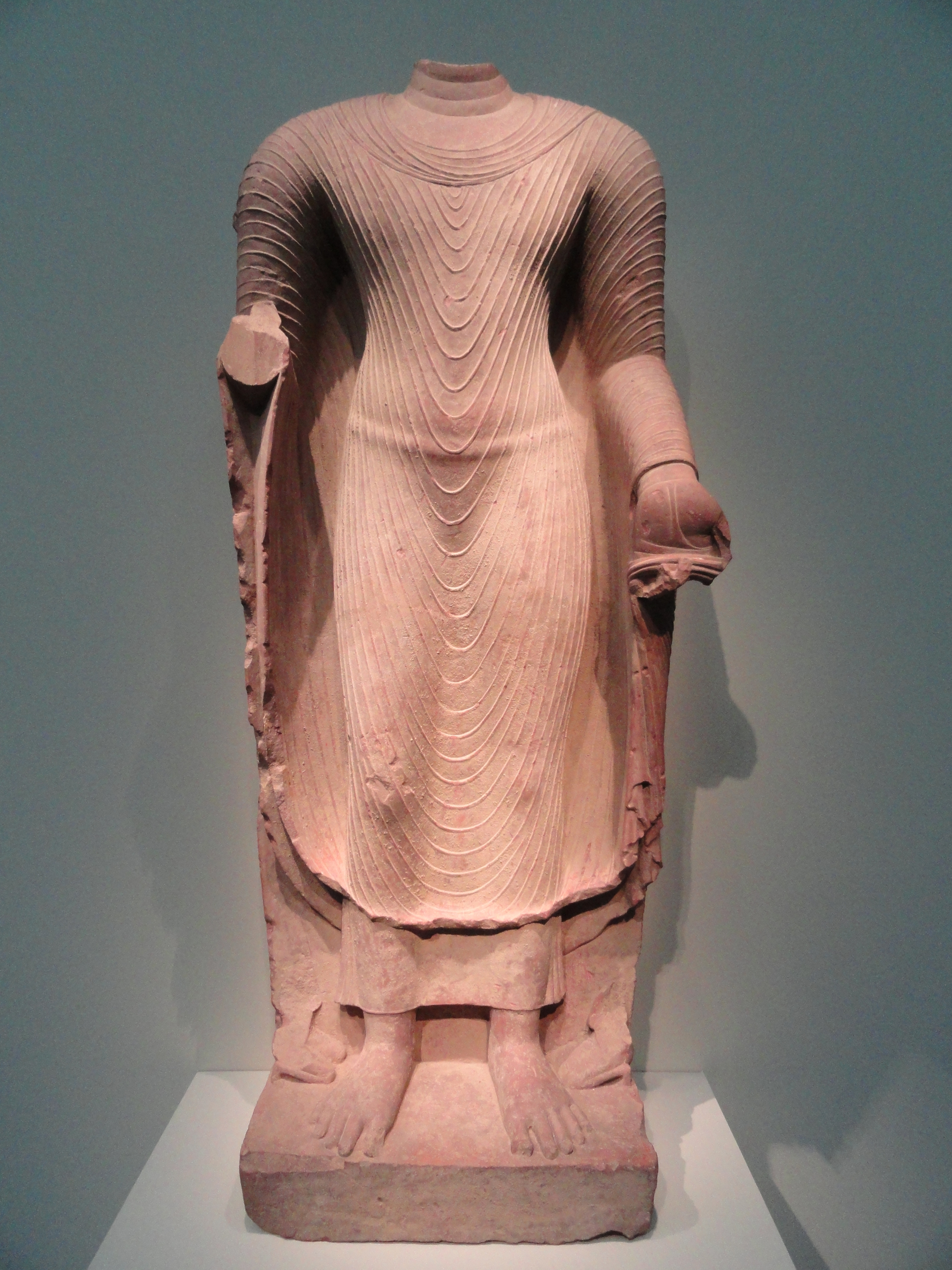
Bouddha debout, Mathura
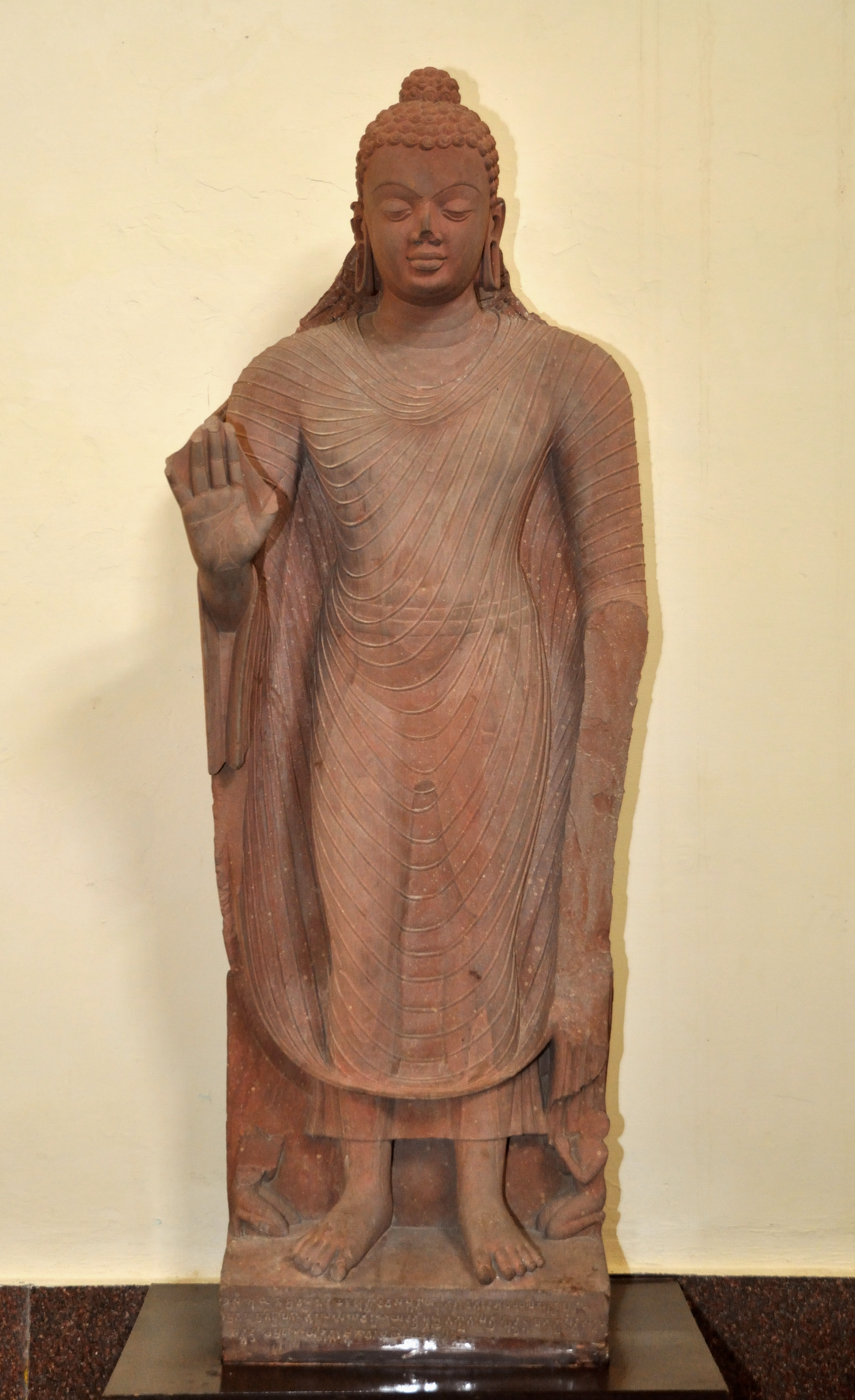
Bouddha debout, inscrit de l'an 115 de l'ère Gupta (434), Mathura[42].
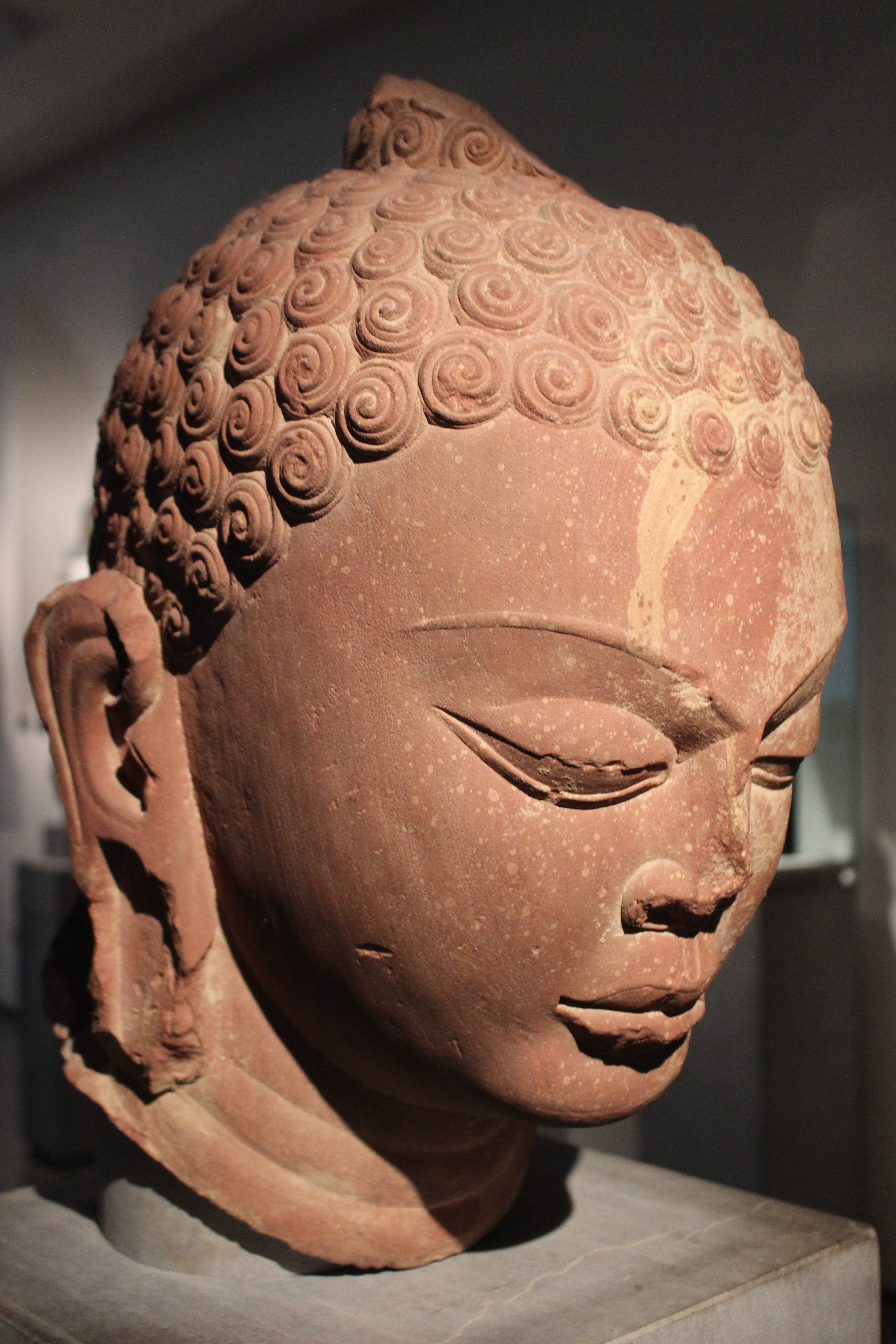
Tête de Bouddha, VIe siècle, MNAAG
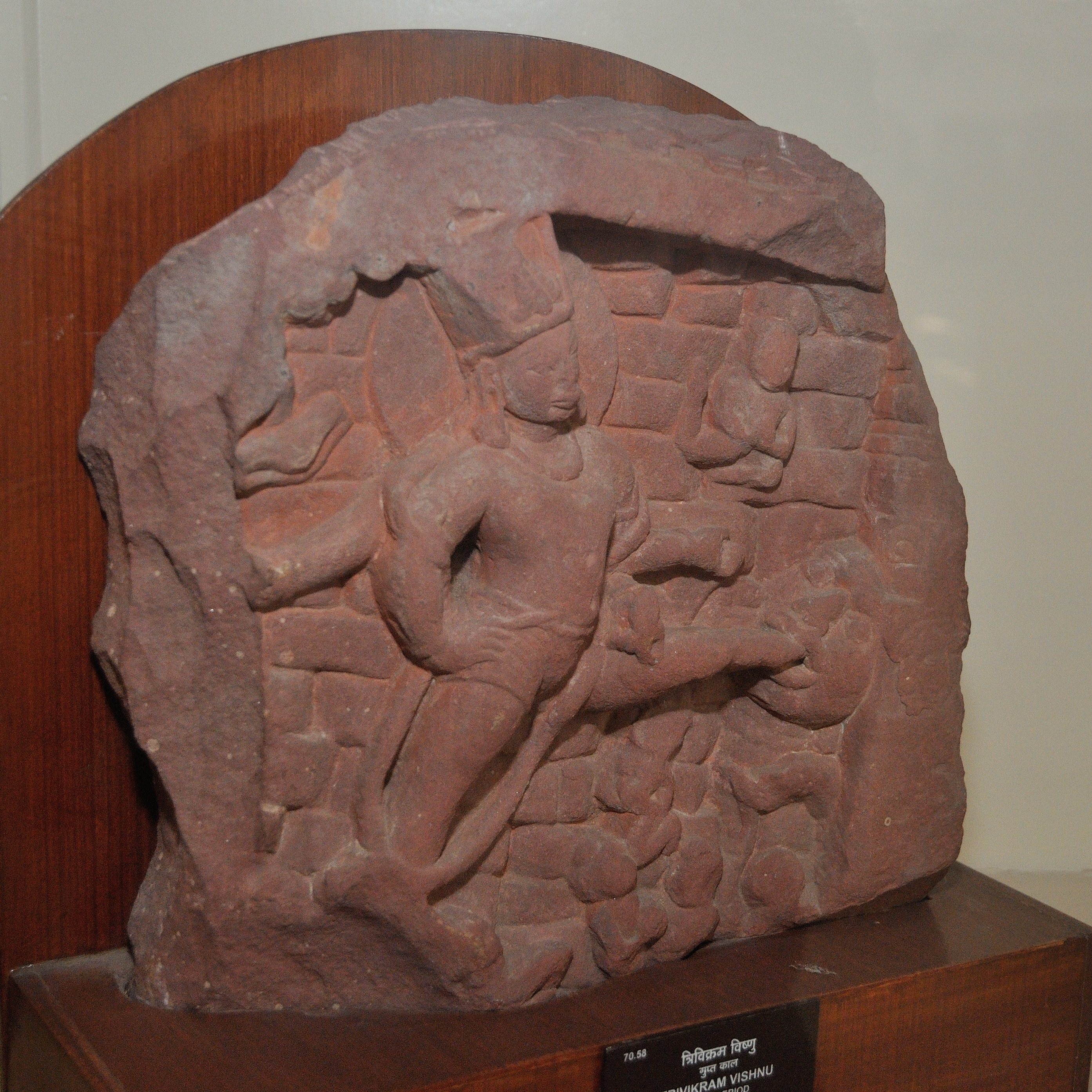
Un relief du Trivikrama, "trois enjambées de Vishnu ", dans l'art de Mathura pendant la période Gupta.
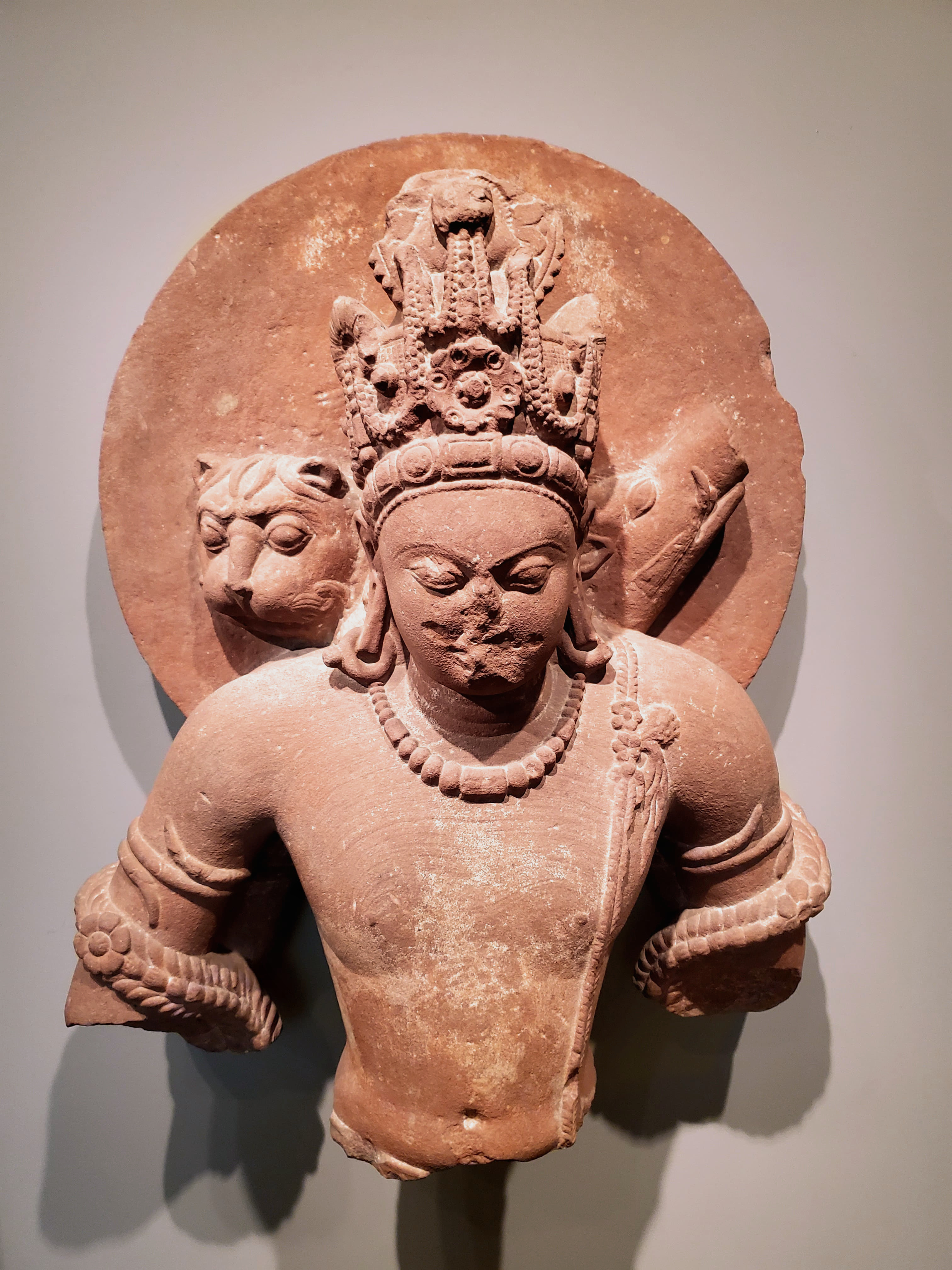
Vishnu en trois incarnations ( Chaturvyuha ): Vishnu lui-même ou Vasudeva-Krishna sous forme humaine, Varaha en sanglier, Narasimha en lion. Mathura, milieu du Ve siècle. Musée de Boston[43].
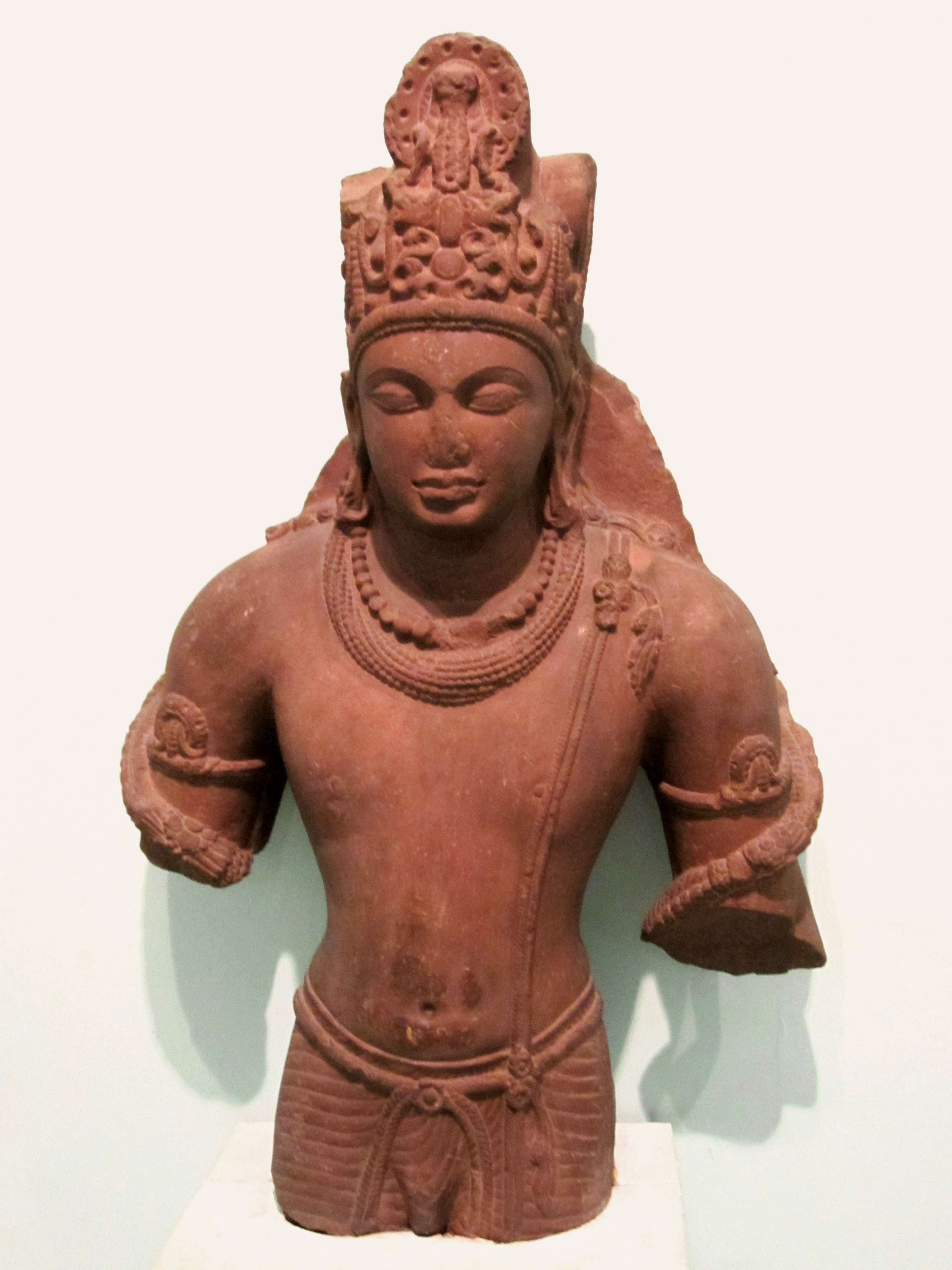
Statue de Vishnu, Ve siècle, Mathura.
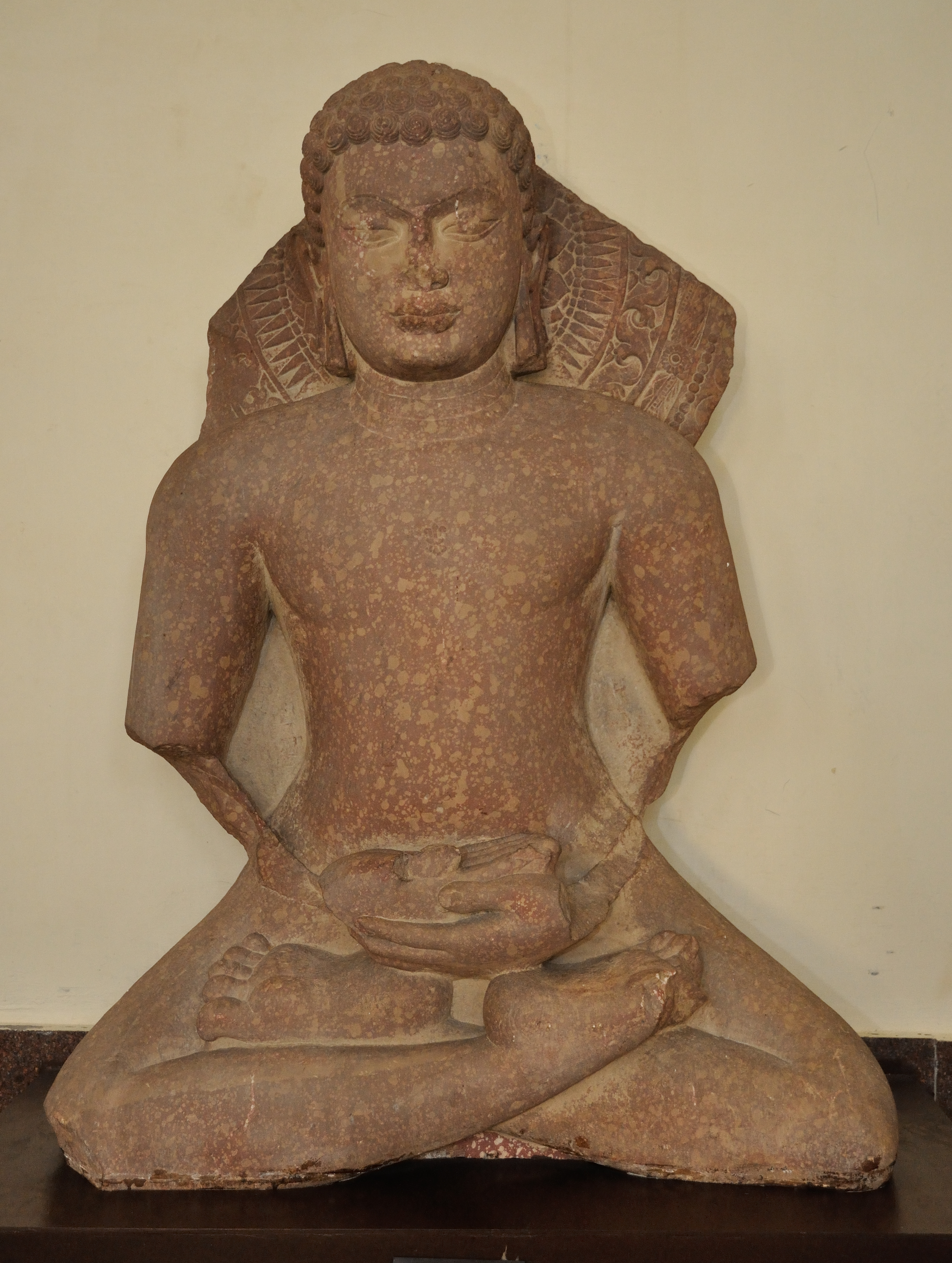
Jain Tirthankara assis, vers le Ve siècle, Mathura.

### École de Sarnath

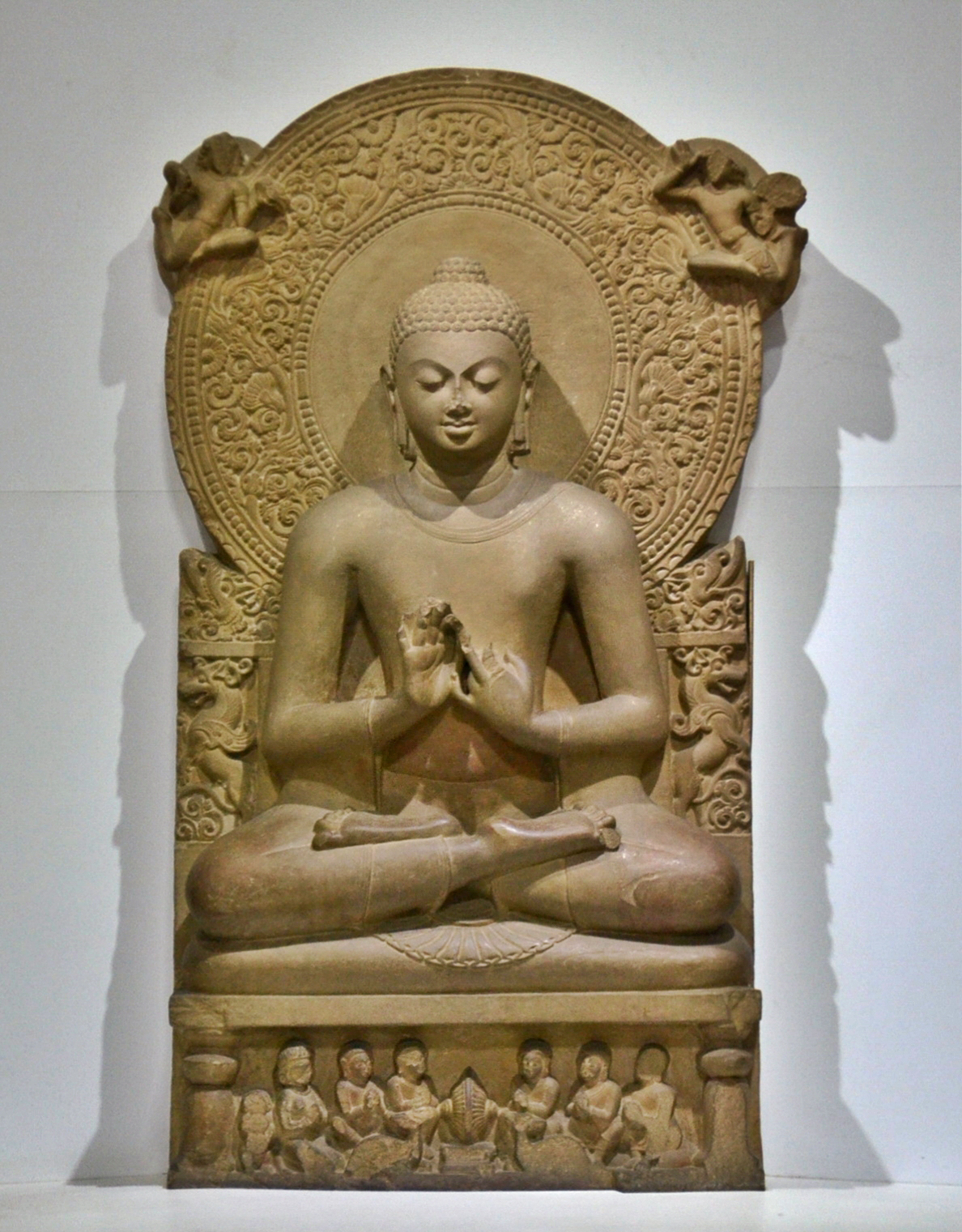
Statue Gupta du Bouddha de Sarnath, Uttar Pradesh, Inde, Ve siècle. Le Bouddha est représenté enseignant dans la position du lotus, tout en faisant le Dharmacakra mudrā.

Le style de Varanasi / Sarnath a produit principalement de l'art bouddhiste, et "les bouddhas de Sarnath sont probablement la plus grande réalisation de la sculpture indienne", définissant largement la représentation du Bouddha qui a été suivie en Inde orientale et en Asie du Sud-Est pendant de nombreux siècles, et la représentation générale du corps humain en Inde. Un certain nombre d'exemples datés montrent que le style mature ne s'est développé que vers 450–475. L'école de Sarnath se caractérise par son grès jaunâtre provenant des carrières de Chunar et n'a pas les influences étrangères observées à Mathura. Les plis sur les vêtements ont disparu, et les vêtements eux-mêmes sont extrêmement fins, au point d'être transparents. Le nimbe est plus grand et est souvent richement décoré. Le bord supérieur de l'orbite est très marqué, formant un bord fortement sculpté.
Le style de Sarnath est à l'origine des images de Bouddha au Siam, au Cambodge et à Java.

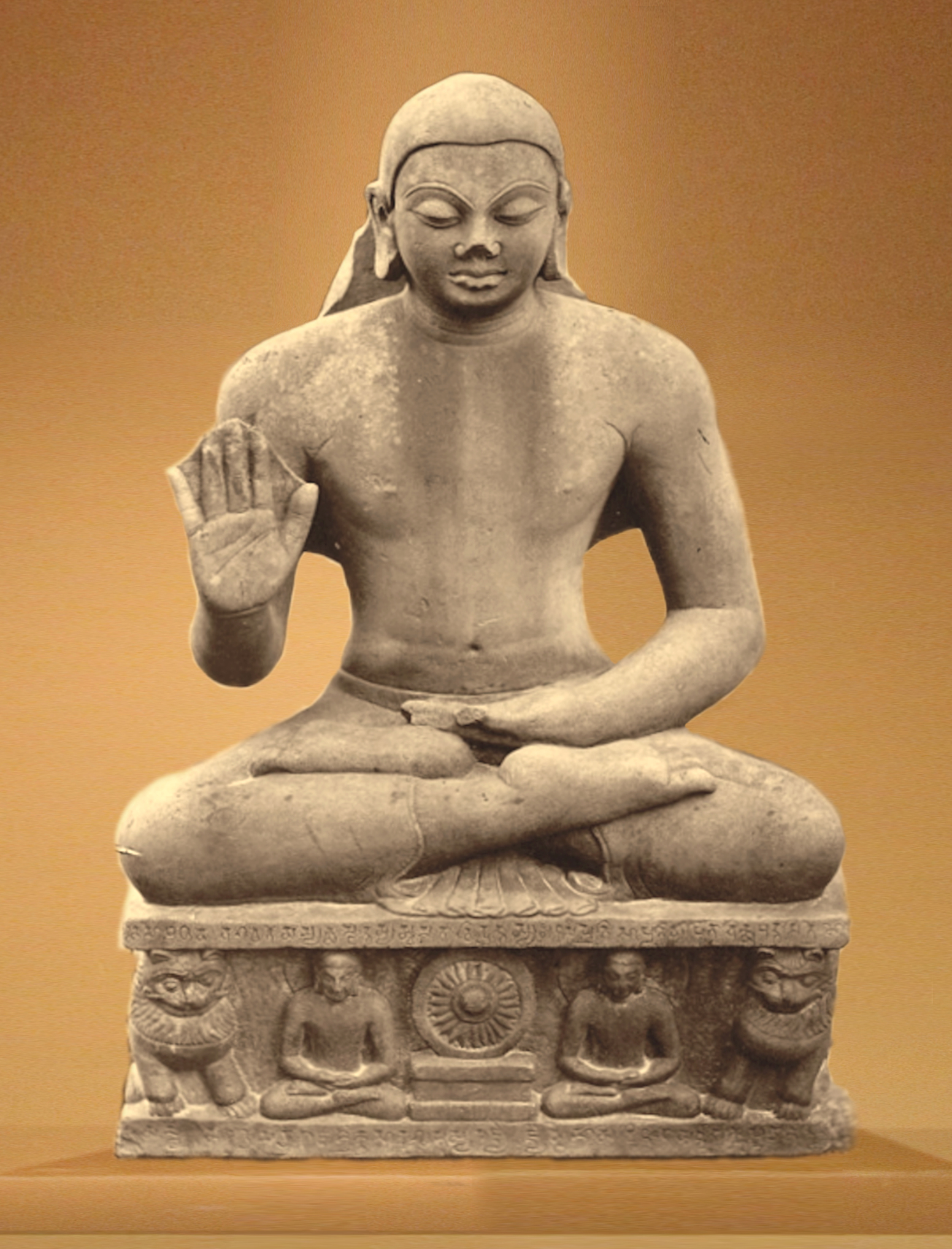
Le Bouddha Mankuwar, avec la date inscrite "l'année 129 sous le règne de Maharaja Kumaragupta ", 448[50]. Mankuwar, district d'Allahabad. Musée de Lucknow[39],[51].
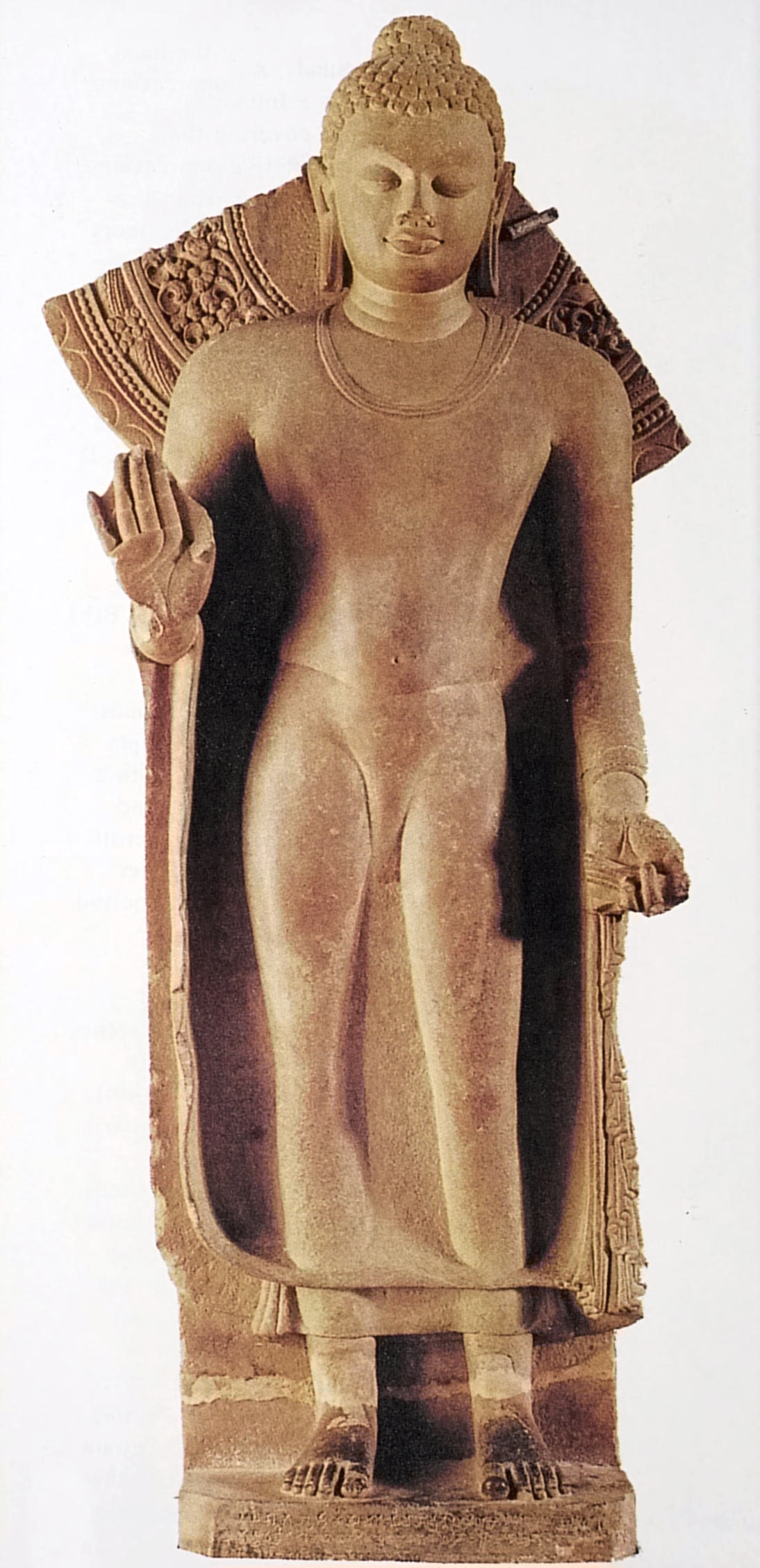
Bouddha debout, inscrit: "Don d'Abhayamira en 154 (date Gupta)" (474) sous le règne de Kumaragupta II. Musée de Sarnath[52].
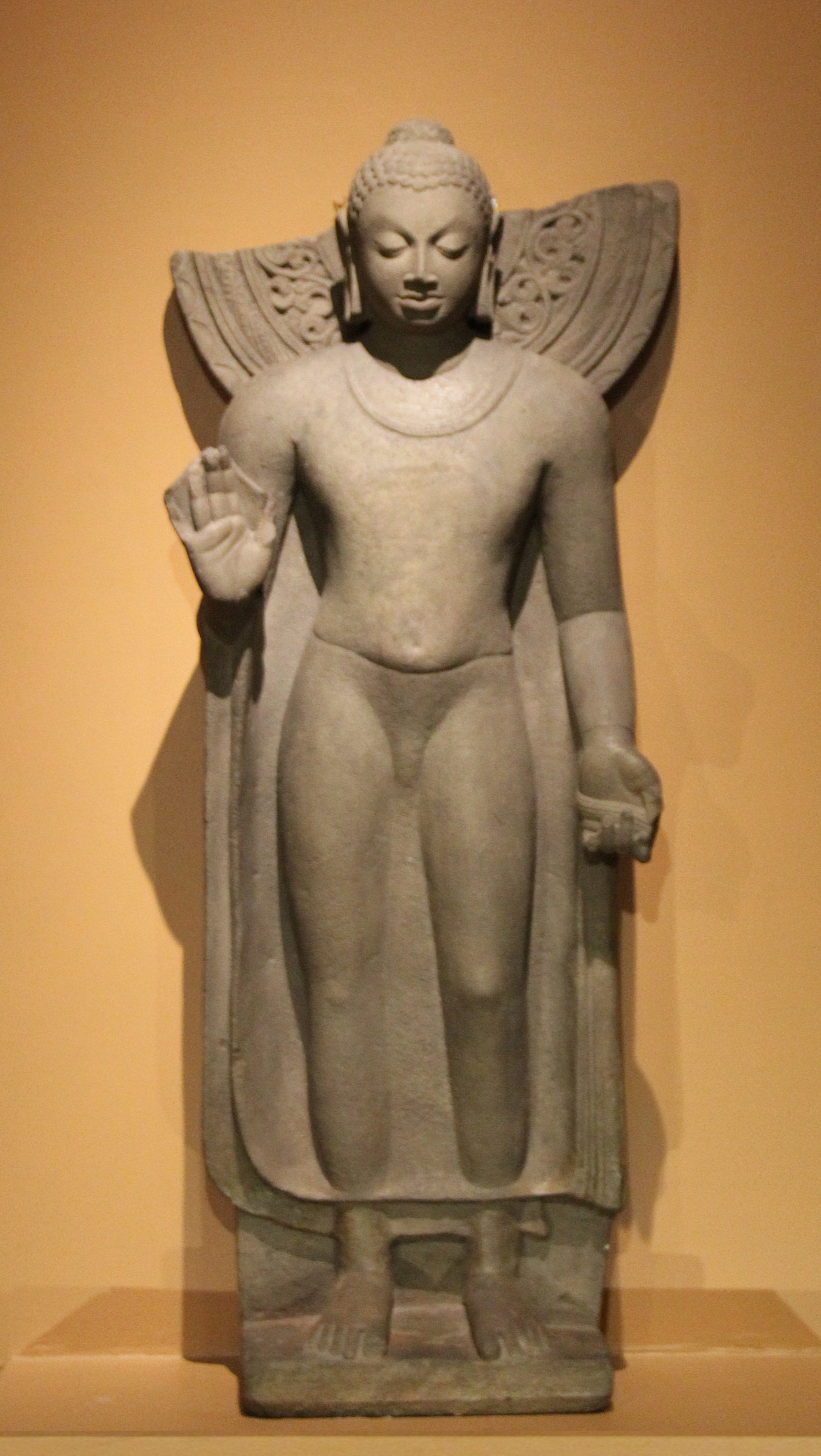
Bouddha debout. Sarnath, Ve siècle, Musée indien.
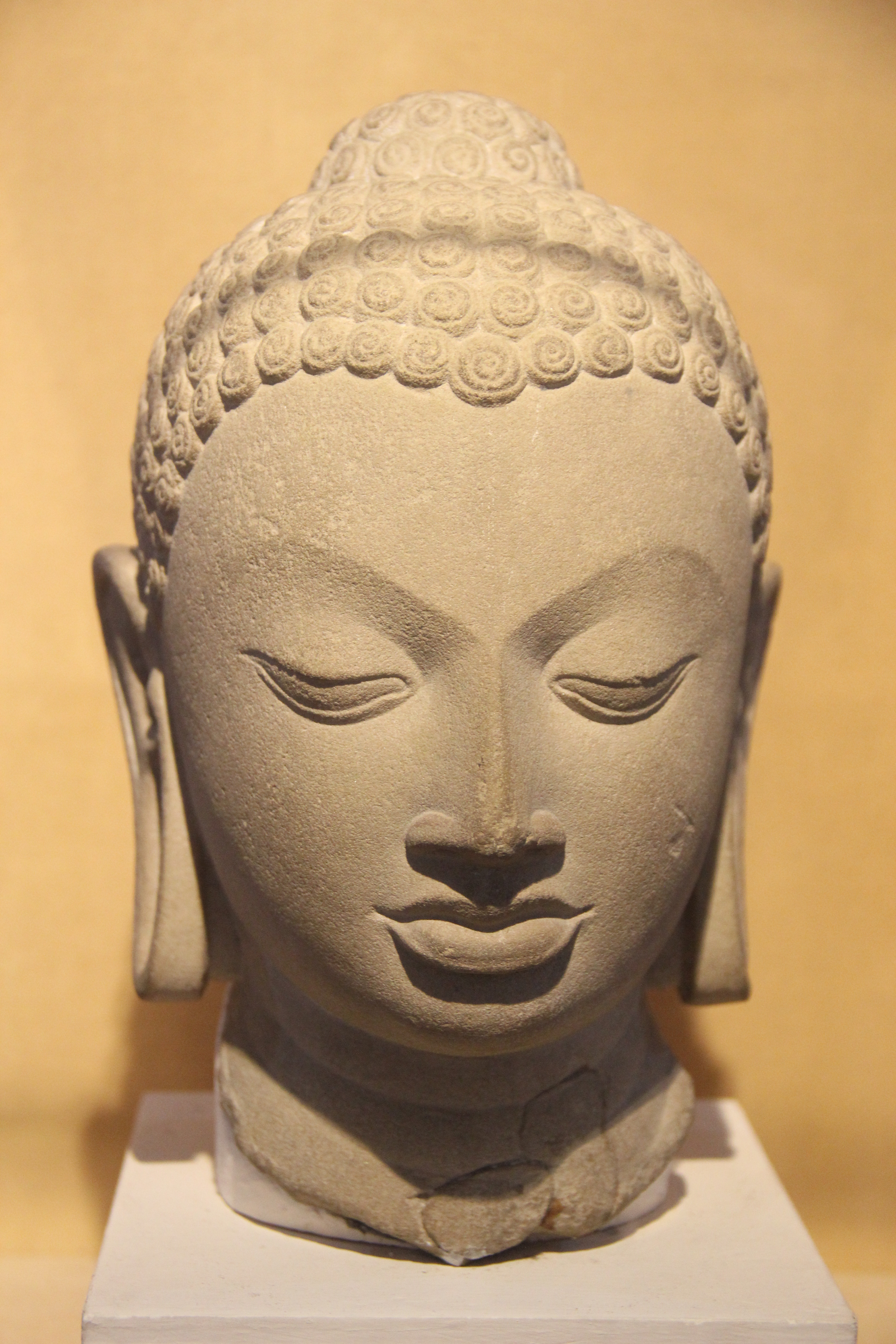
Tête de Bouddha, Sarnath, Ve siècle
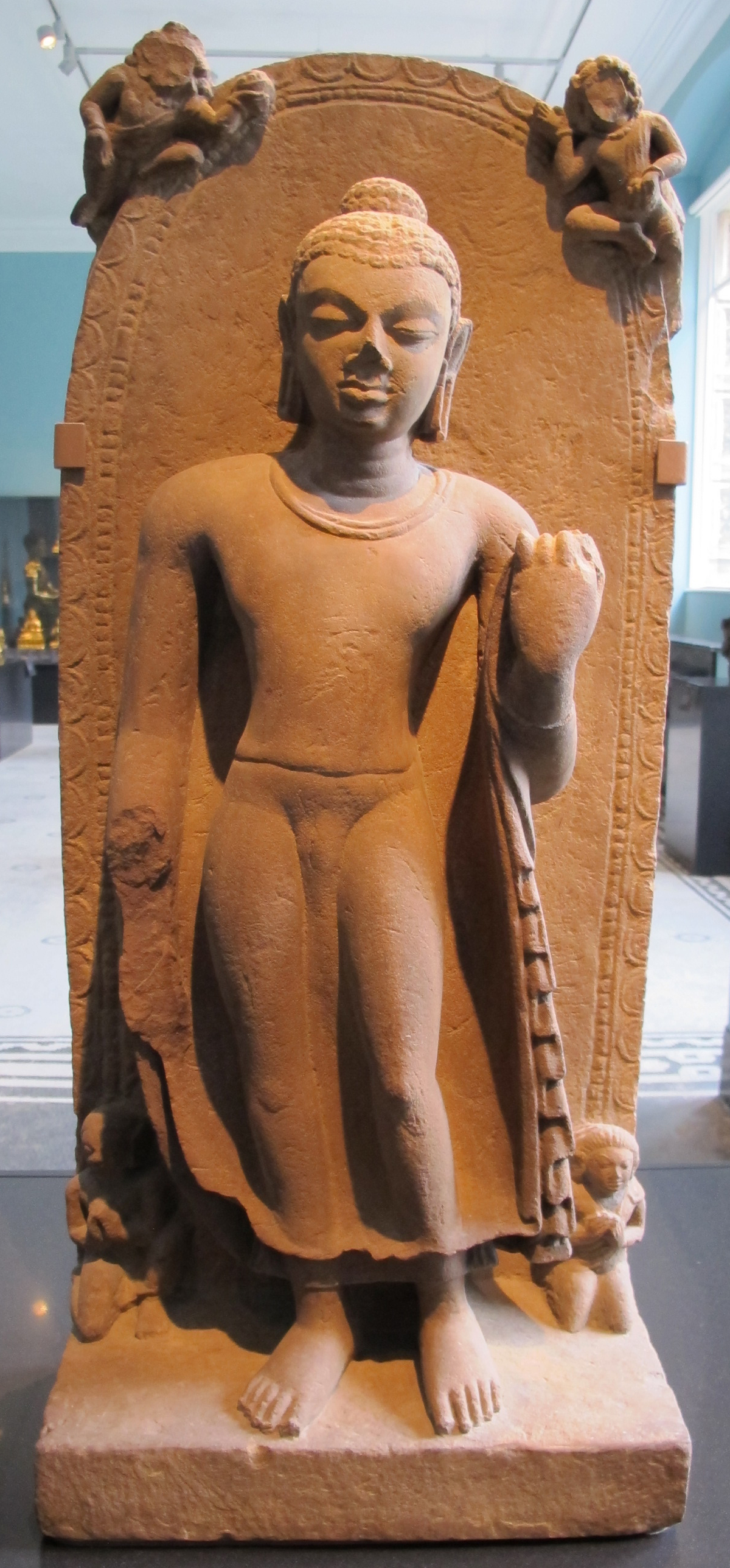
Bouddha, 450-500

### Autres centres
Nalanda

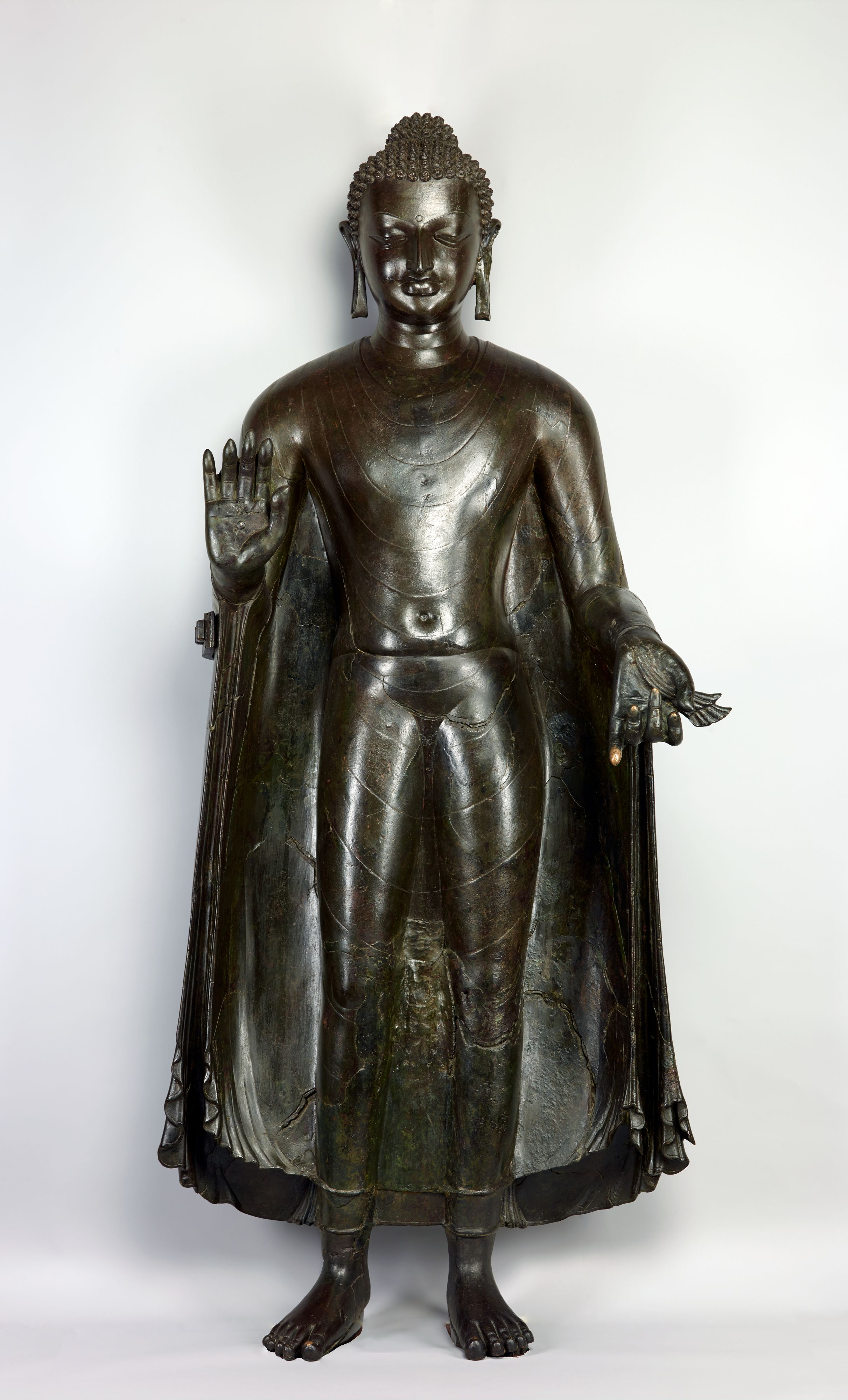
Bouddha Sultanganj en bronze, 500–700 CE. Musée et galerie d'art de Birmingham.

Les qualités sculpturales de l'art Gupta ont tendance à se détériorer avec le temps, comme à Nalanda dans le Bihar au VIe siècle de notre ère, les figures deviennent plus lourdes et ont tendance à être fabriquées en métal. Cette évolution suggère une troisième école d'art Gupta dans la région de Nalanda et Pataliputra, en plus des deux principaux centres de Mathura et Sarnath. Le colossal Bouddha Sultanganj en bronze de la région de Pataliputra est une survivance unique de cette école, mais de style typique. Dans le même monastère, deux figures en pierre similaires mais beaucoup plus petites (et un peu plus tardives) ont été trouvées, et une est maintenant exposée au British Museum.
Grottes d'Udayagiri / Vidisha

Les "premières sculptures datées dans un style Gupta ancien à part entière" proviennent des grottes d'Udayagiri, taillées dans la roche, et des environs près de Vidisha dans le Madhya Pradesh. Bien que les grottes, toutes sauf une, hindoue, soient "d'une importance architecturale négligeable", autour des entrées des grottes se trouvent un certain nombre de panneaux en relief rupestres, certains avec de grandes divinités. Ils sont dans un style relativement brut et lourd, mais souvent avec un impact puissant; Harle décrit le mukhalinga dans la grotte 4 comme "pulsant avec un pouvoir psychique". Le plus célèbre est le relief de 7 × 4 mètres de Vishnu sous la forme du sanglier géant Varaha, faisant émerger la terre des eaux primordiales, sous les yeux de rangées de dieux, de sages et d'êtres célestes beaucoup plus petits. Une grotte a également une inscription extrêmement rare reliant un site à la cour de Gupta, enregistrant la donation d'un ministre de Candragupta II. On pense que le célèbre Pilier de fer de Delhi aurait été initialement installé à l'extérieur de ces grottes. 

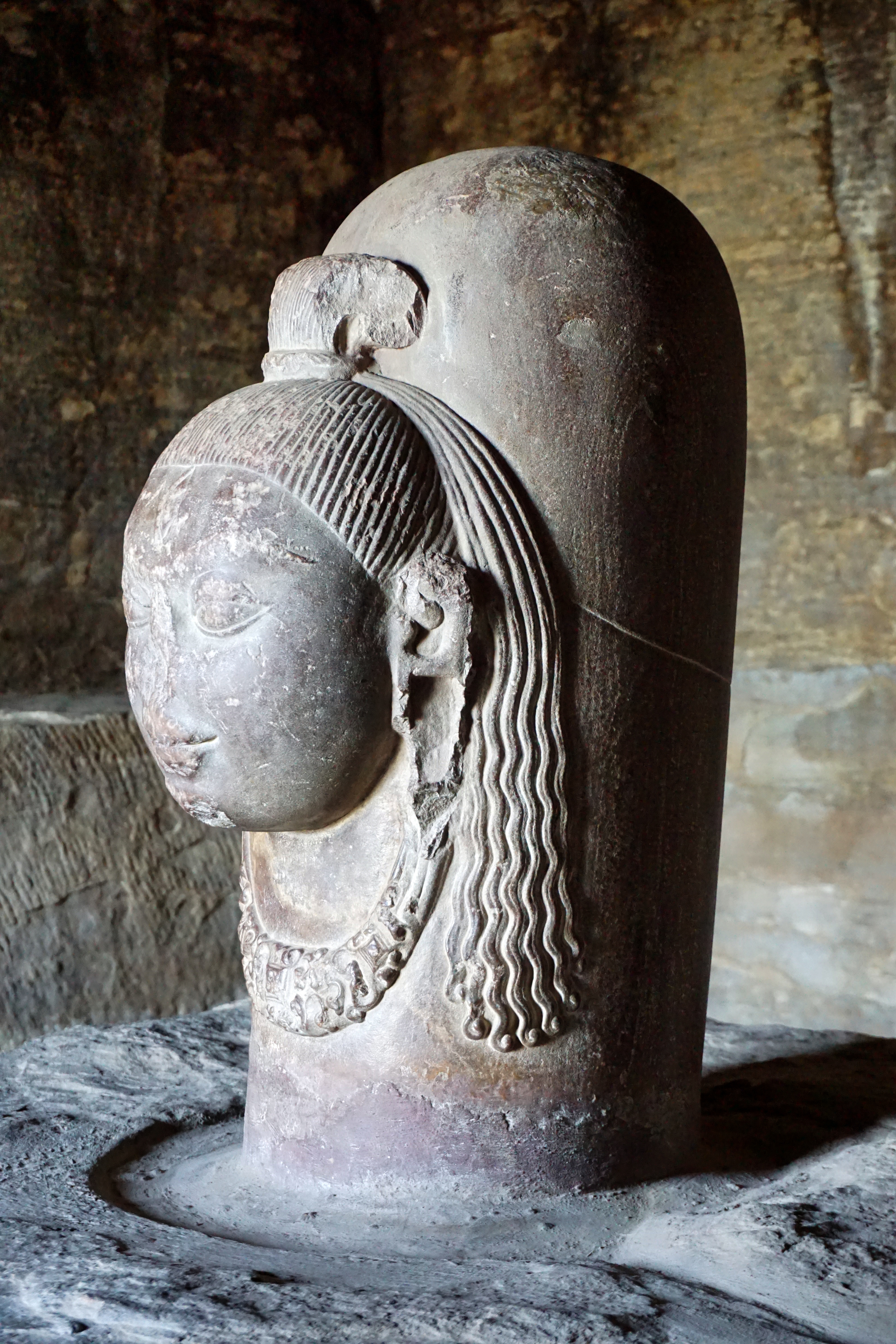
Grottes d'Udayagiri: mukhalinga (en) (grotte 4)
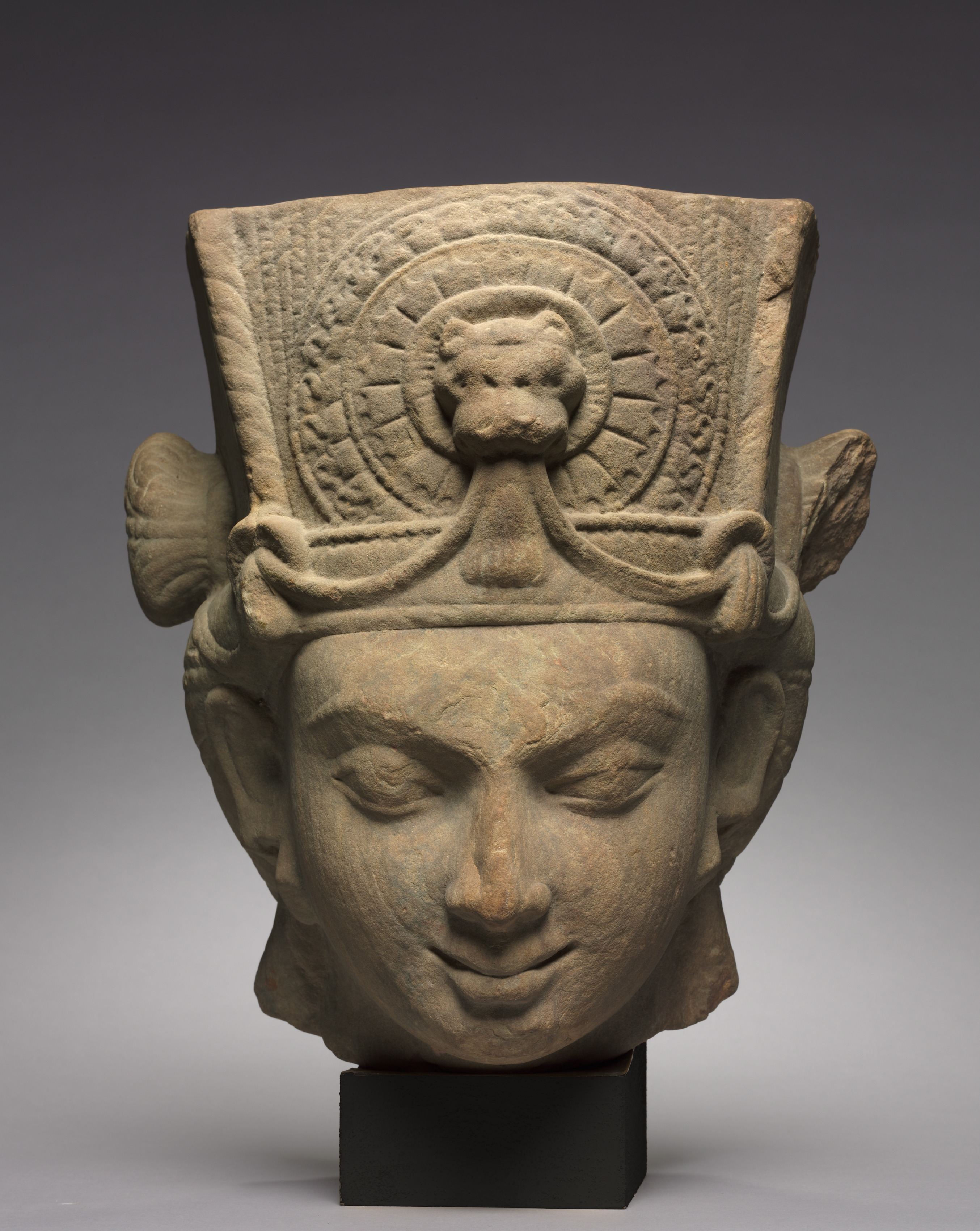
Tête de Vishnu de Vidisha près d'Udayagiri, Inde centrale, Ve siècle
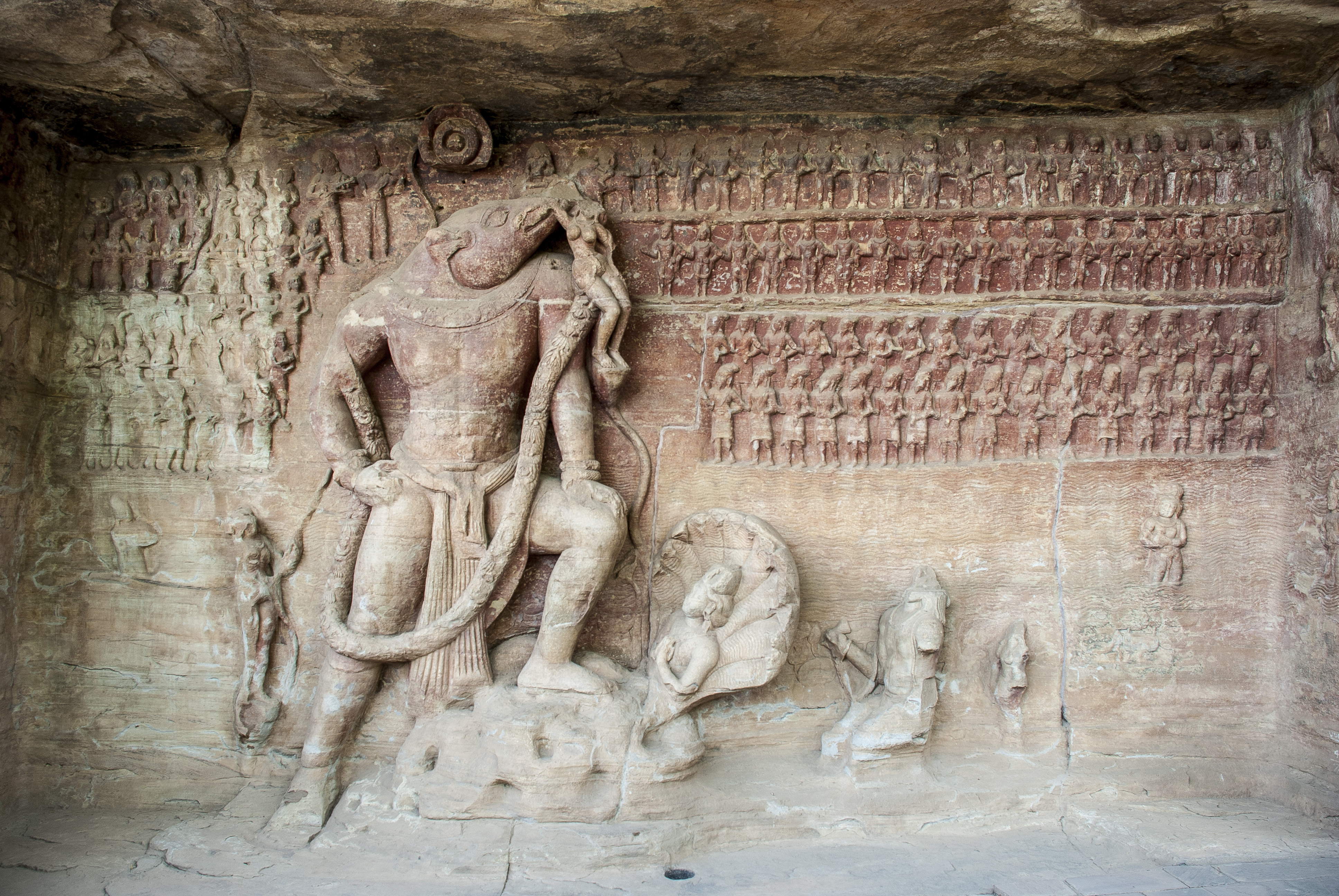
Vishnu sous la forme de Varaha, grottes d'Udayagiri, Ve siècle

Eran

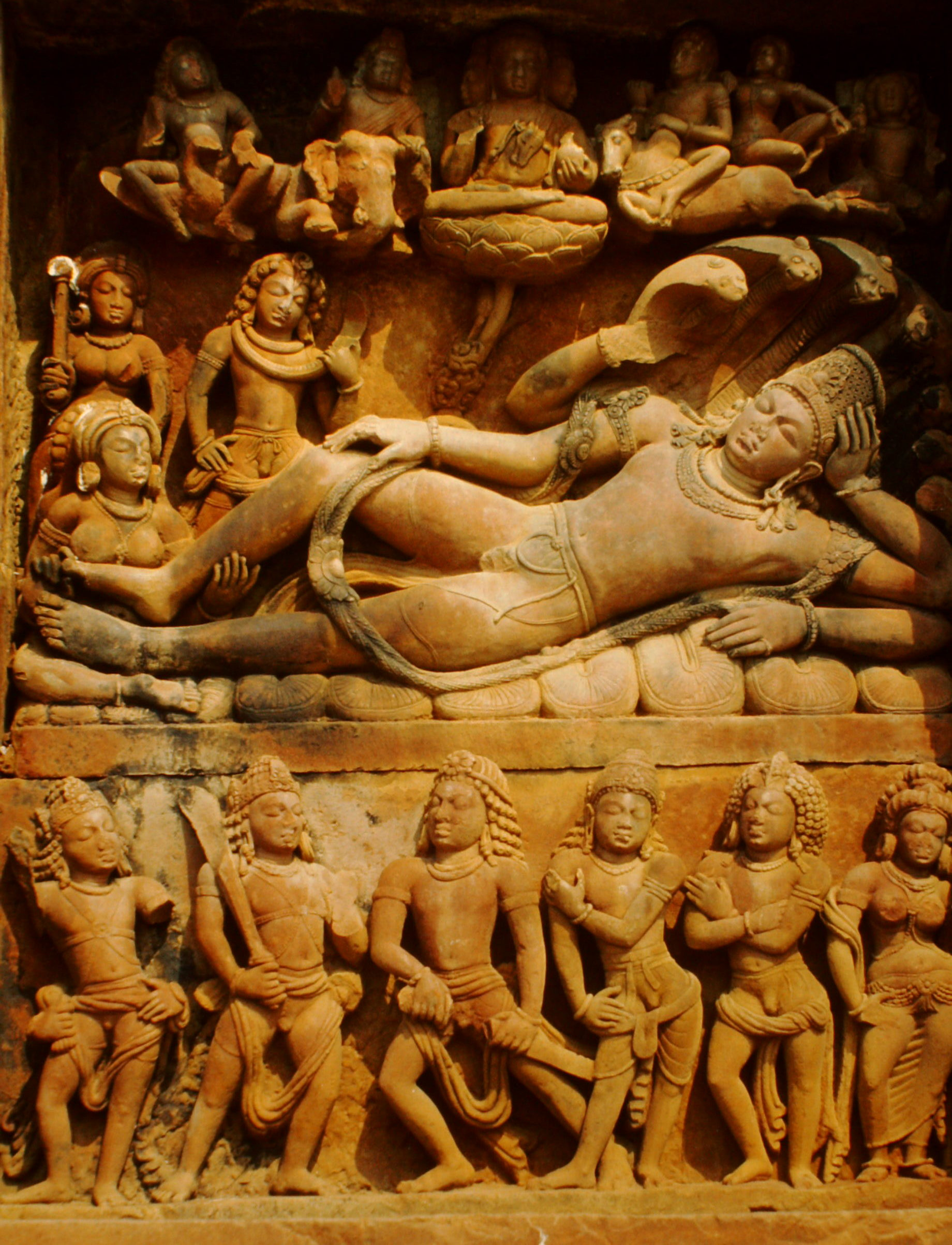
Vishnu dormant, protégé par Ananta, Temple Dashavatara, Deogarh

À Eran au Madhya Pradesh se trouvee une grande colonne datée de 484/5 par une inscription de Buddhagupta, le seul exemple Gupta debout, avec deux figures Garuda en haut (illustré ci-dessous). Il avait deux grandes figures de Varaha à l'extérieur du temple en ruine de Gupta. Le style de la sculpture est quelque peu provincial. Toujours sur le même site est un sanglier énorme et impressionnant sur quatre pattes, sans caractéristiques humaines, son corps recouvert de rangées de petites figures représentant les sages qui s'accrochaient aux poils de Varaha pour se sauver des eaux. Est désormais installée au musée universitaire de Sagar une figure avec le même corps et la même pose que celle d'Udayagiri, "l'une des plus grandes sculptures indiennes... rien ne peut égaler l'air de triomphe insolent de la figure". Les deux datent de la fin du Ve siècle.
Autres
Le sanctuaire du temple Dashavatara de Déogarh du début du VIe siècle a une porte typique et de grands panneaux en relief sur les trois autres murs. Ceux-ci sont désormais à l'air libre, mais auraient à l'origine été abrités par un déambulatoire couvert. Bien que "majestueux", ces reliefs montrent "la robustesse de la sculpture Gupta ancienne cèdant la place à un style plus doux, plus délicat et finalement plus faible". La rangée d'hommes sous le Vishnu endormi a «des poses stylisées, probablement imitées du théâtre».
Il existe également d'autres sites mineurs de sculpture Gupta, en particulier dans les régions de Dasapura et Mandasor, où un énorme mukhalinga (en) à huit faces (probablement au début du VIe siècle) trouvé dans la rivière a été réinstallé dans le temple de Pashupatinath à Mandsaur.
L'art gréco-bouddhiste du Gandhara a poursuivi une phase tardive pendant au moins la majeure partie de la période Gupta, ayant également eu une influence formatrice.

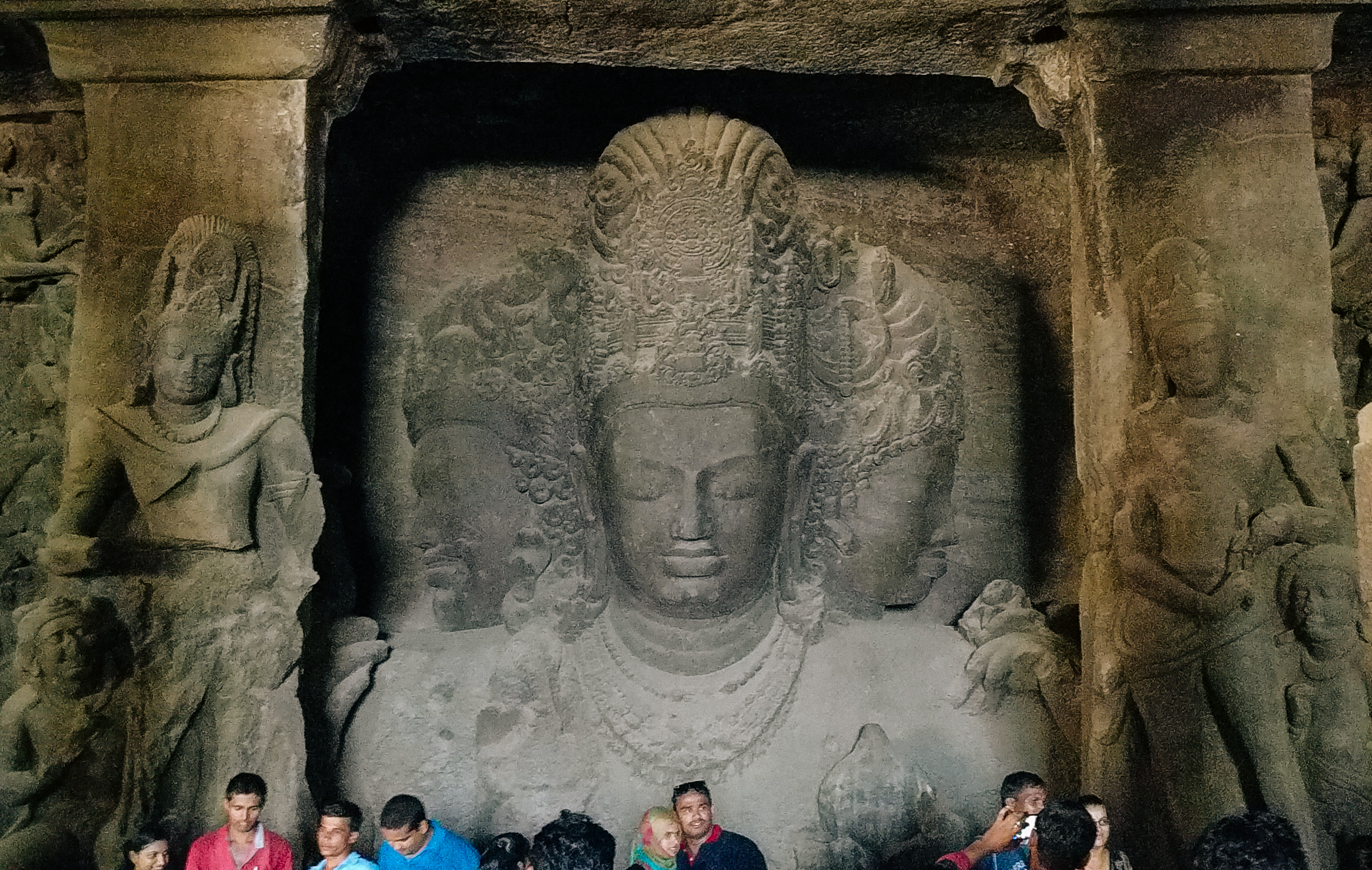
Grottes d'Elephanta, triple-buste (trimurti) de Shiva, de 5.5 m de haut, vers 550.

Les très importants sites excavése en dehors de l'empire Gupta proprement dit, au sud, sont les grottes d'Ajanta et les grottes d'Elephanta, toutes deux principalement créées à l'époque de Gupta, et les grottes d'Ellora qui ont probablement été commencées vers la fin. Comme l'empire Gupta était principalement limitée à la plaine gangétique, les vastes territoires de Gupta comprenaient relativement peu de sites taillés dans la roche avec beaucoup de sculptures. Le style de sculpture Ajanta tardif est quelque peu lourd, mais parfois «impressionnant» dans le sanctuaire des grands Bouddhas assis, mais d'autres figures plus petites sont souvent très fines, comme la sculpture ornementale se déployant sur les colonnes et les cadres de porte. Lorsqu'il est combiné avec les murs peints, l'effet peut être considéré comme trop décoré et manquant de "motifs à plus grande échelle pour servir de points focaux". La sculpture intérieure principale a probablement été achevée en 478, bien que des figures votives sur les côtés de nombreuses entrées de grottes puissent avoir été réalisées plus tard. Le style d'Ajanta n'est visible que sur quelques autres sites à proximité. Une fois le travail terminé, une grande partie de la main-d'œuvre qualifiée, ou de leurs descendants, a probablement fini par travailler chez Elephanta puis Ellora.

Contrairement à la série de grottes juxtaposées d'Ajanta, l'intérêt principal à Elephanta est la plus grande grotte, un immense temple de Shiva, et surtout le colossal triple buste ( trimurti ) de Shiva de 5 mètres de haut, qui "parce qu'il est si incroyablement bien placé par rapport aux différentes entrées extérieures... reçoit exactement la quantité de lumière nécessaire pour lui donner l'air de sortir d'un vide noir, manifestation du non-manifesté". Également dans la région de Mumbai, le relief Parel ou (Parel Shiva) est un important relief monolithique Gupta tardif de Shiva sous sept formes. 

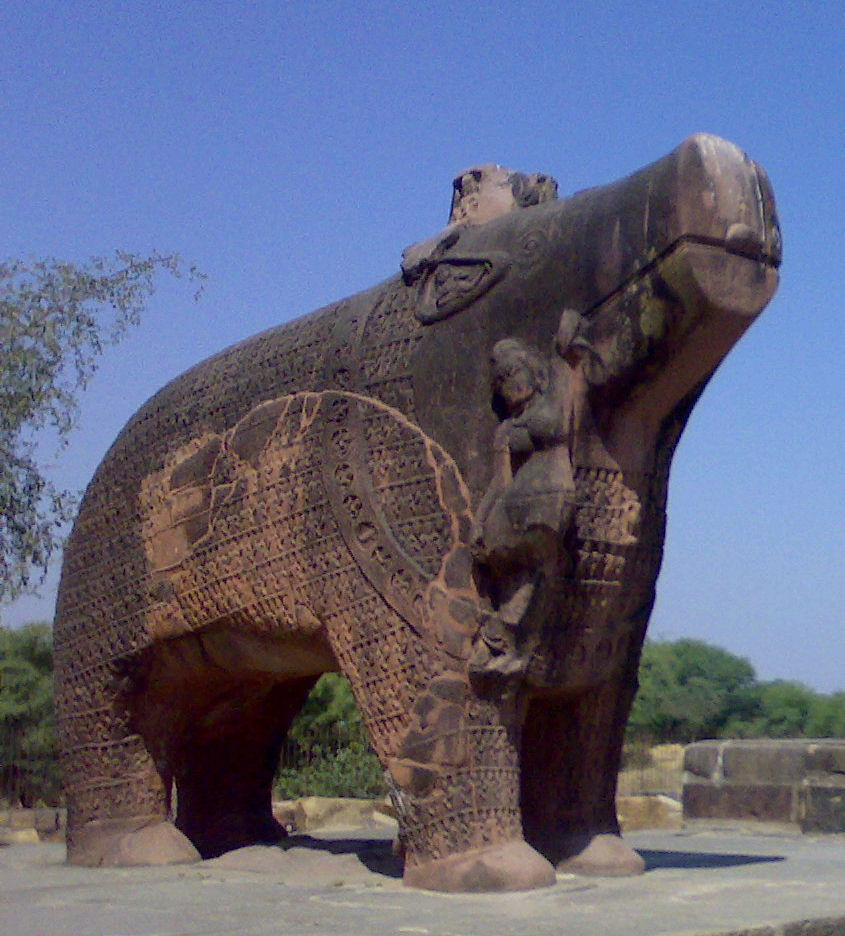
Le Varaha d'Eran, d'environ 5 mètres de long, Ve siècle
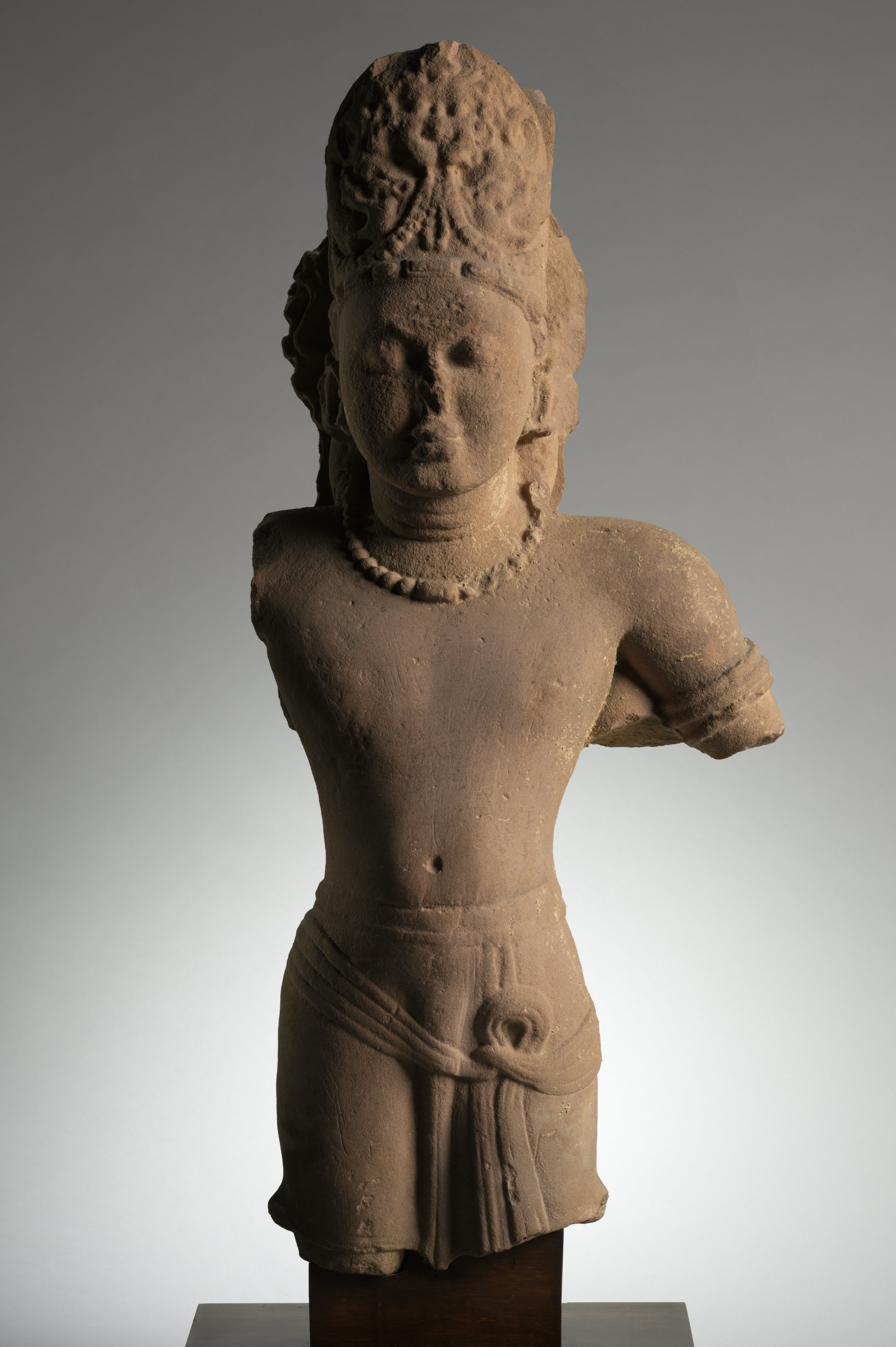
Vishnu, Inde centrale, Ve siècle
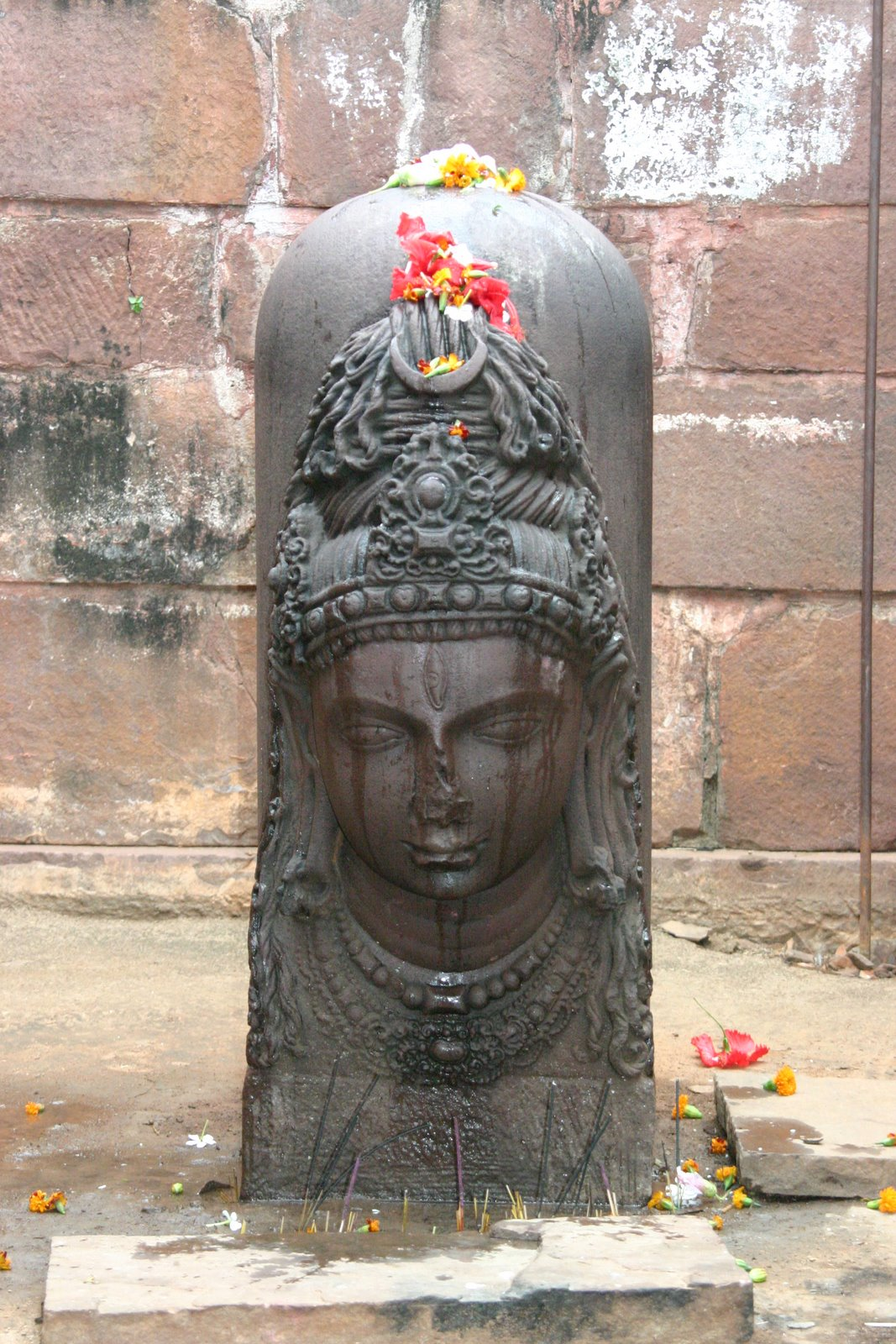
Shiva mukhalinga, Temple Bhumara, Ve   ou   VIe siècle, Madhya Pradesh
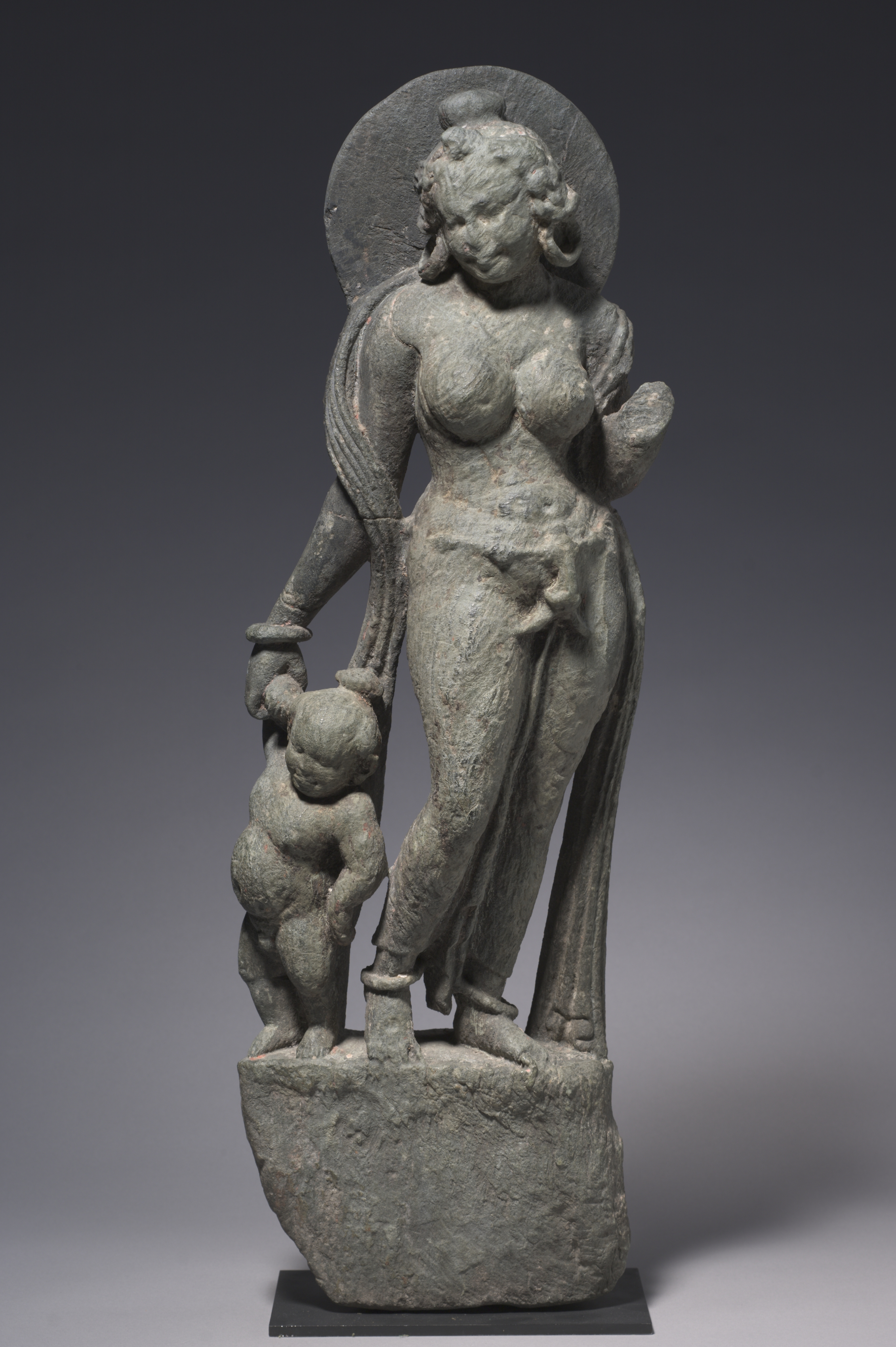
Déesse mère de l'entrée d'un temple hindou. Inde du Nord-Ouest, Rajasthan, Ve – VIe siècle

## Sculpture en terre cuite
Il existe de nombreuses sculptures en terre cuite de très belle qualité, et leur style est similaire à travers l'empire, plus encore que pour la sculpture sur pierre. Certains peuvent encore être vus dans leur cadre d'origine sur le temple de briques à Bhitargaon, où les grands panneaux en relief ont presque disparu, mais où diverses têtes et figures survivent à des niveaux supérieurs. La très élégante paire de déesses fluviales creusées dans un temple à Ahicchatra mesure 1,47 mètre de haut. Les sites bouddhistes tels que Devnimori dans le Gujarat et Mirpur Khas dans le Sind ont livré à la fois des bouddhas en terre cuite fine et des ornements architecturaux tels que des frises. 

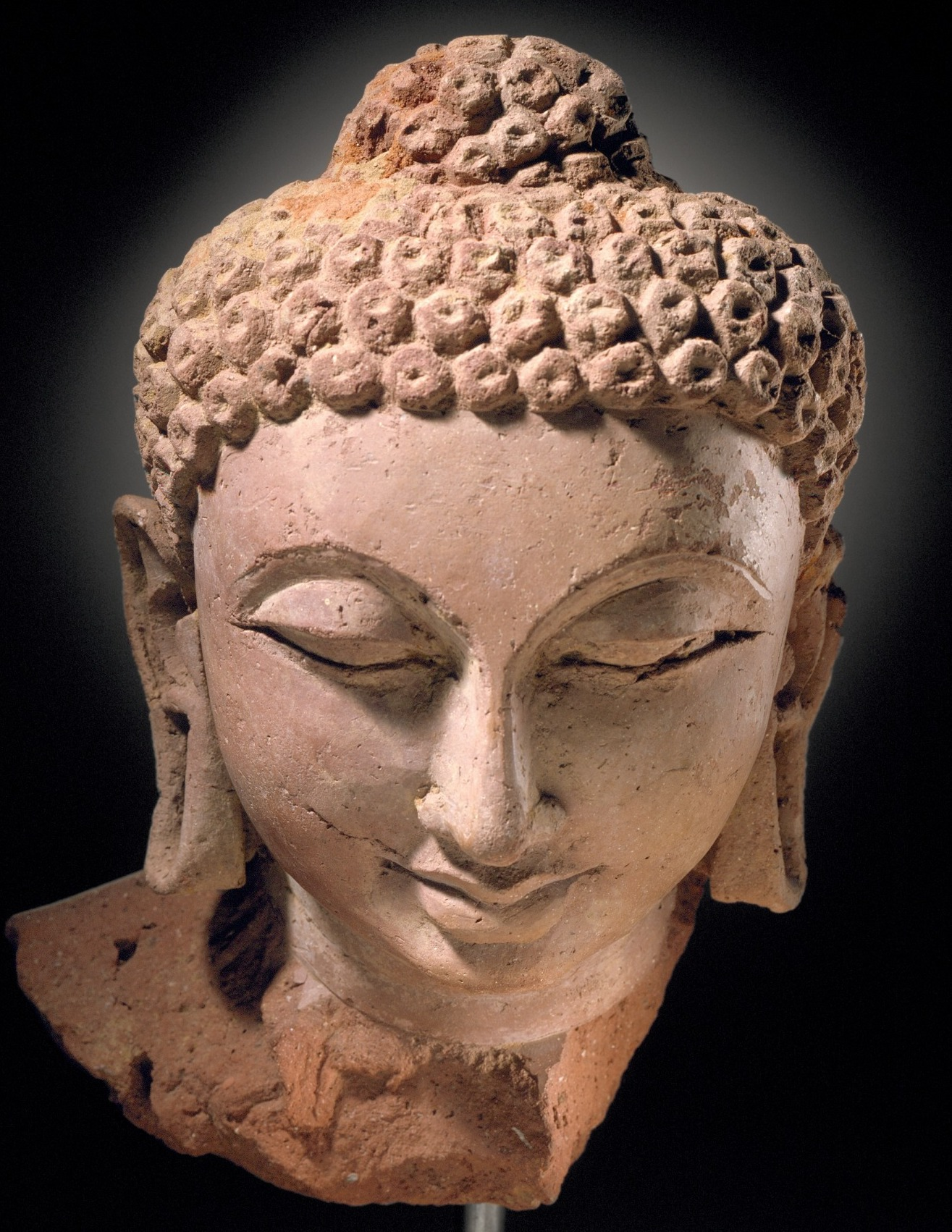
Tête de Bouddha en terre cuite, Devnimori, Gujarat, 375-400
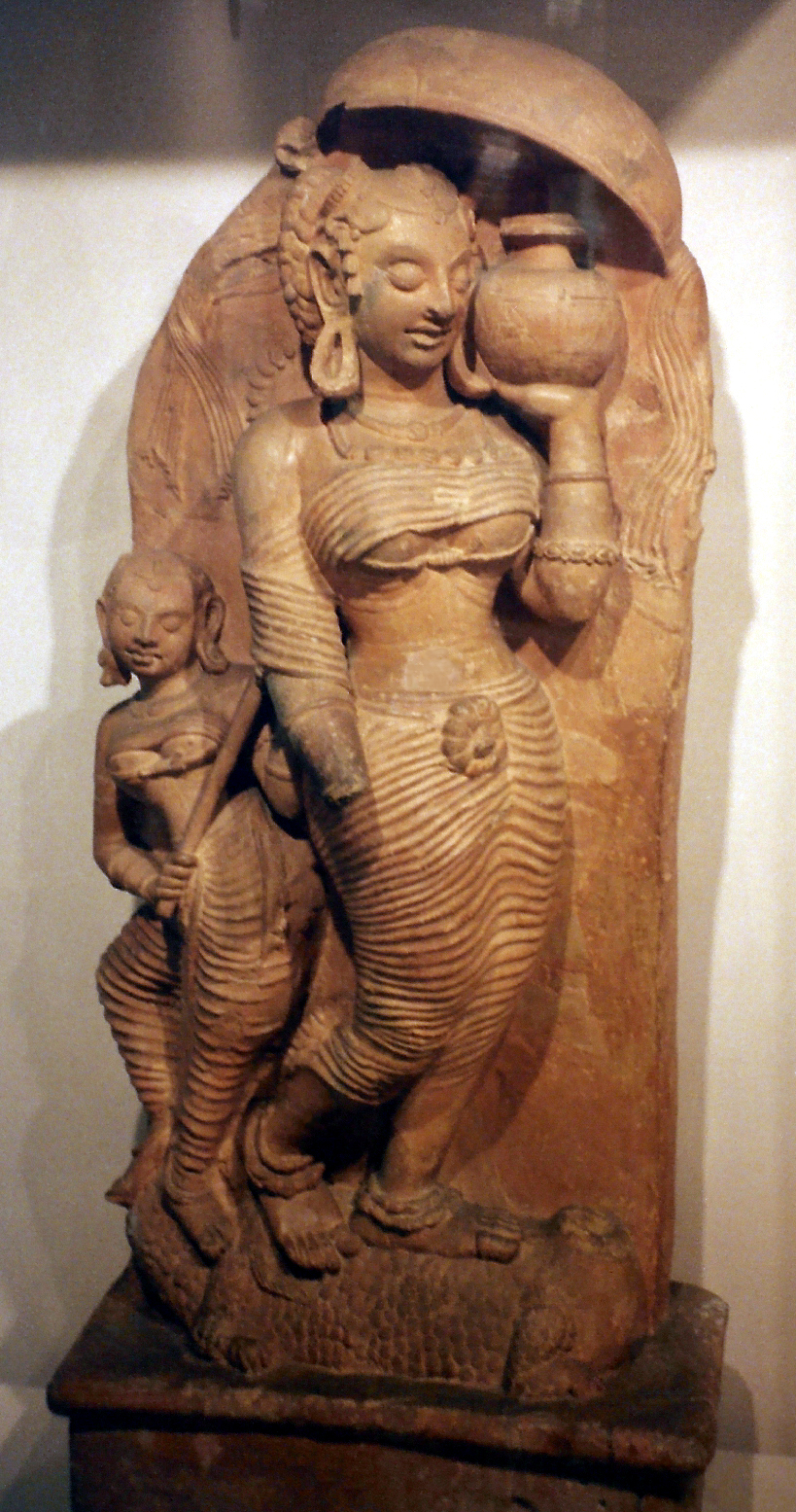
Terre cuite de la déesse fluviale Ganges et des accompagnateurs ; 1,47 mètre, provenant d'Ahicchatra, aujourd'hui Musée national de New Delhi
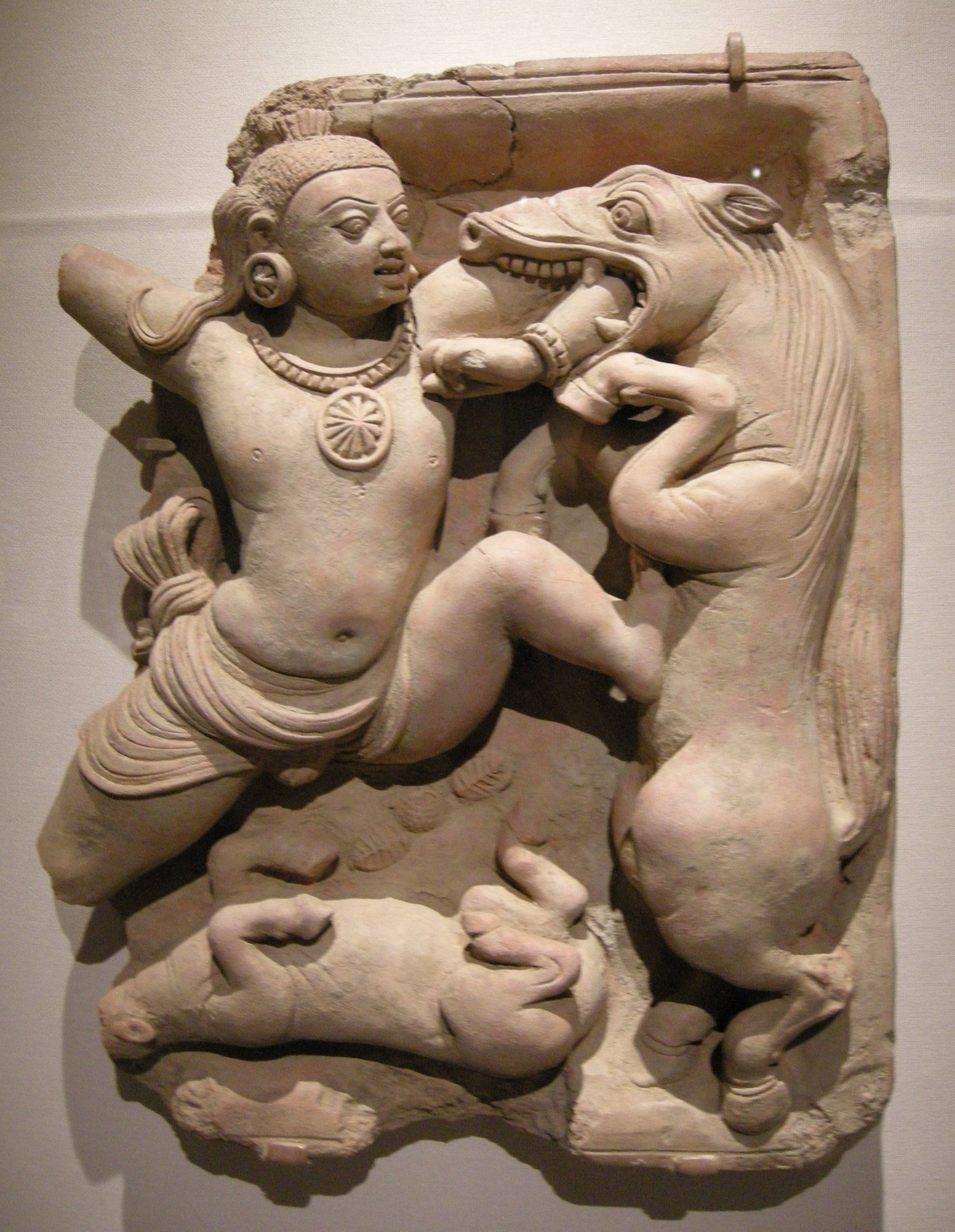
Terre cuite de Krishna combattant le cheval démon Keshi, Ve siècle
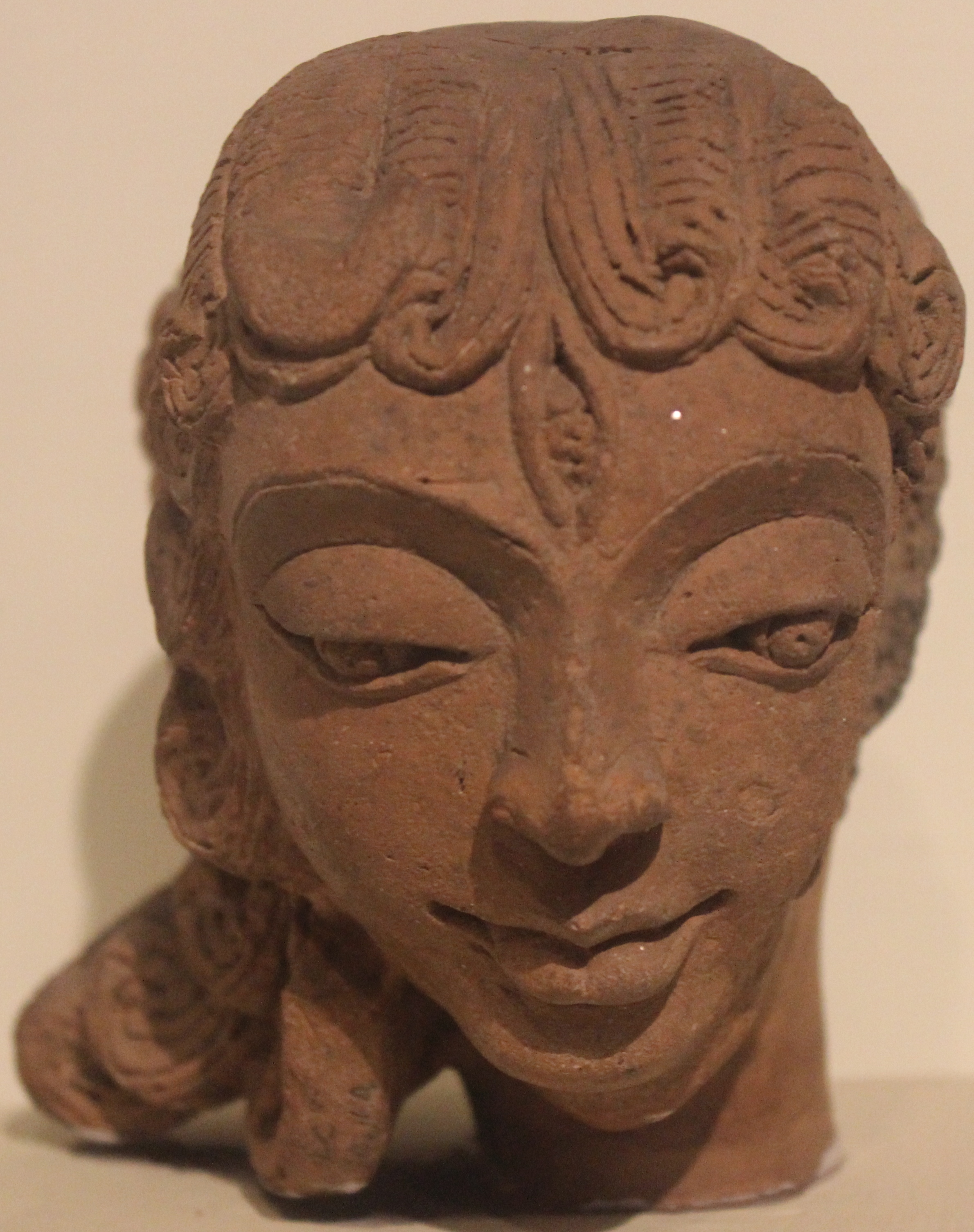
Tête en terre cuite de Parvati, Musée national, New Delhi

## Sculpture en métal
Le Bouddha Sultanganj en cuivre surdimensionné est "la seule statue de métal de toute taille" de la période Gupta, vestige d'un corpus à l'époque probablement aussi nombreux que les statues en pierre ou en stuc. Le Brahma en métal de Mirpur-Khas est plus ancien, mais est environ moitié moins grand. Les bronzes Jain Akota et quelques autres trouvailles sont encore beaucoup plus petits, probablement des supports de prières pour des sanctuaires dans des maisons aisées.
Le style de la figure Sultanganj, fabriqué par fonte à la cire perdue, est comparable aux figures de Bouddha en pierre légèrement antérieures de Sarnath dans "l'atténuation arrondie en douceur du corps et des membres" et du vêtement corporel très fin et adhérent, indiqué de la manière la plus légère. La figure a "une sensation d'animation conférée par la position déséquilibrée et le mouvement suggéré par la silhouette de balayage de la robe enveloppante".

## Monnaies et ferronnerie

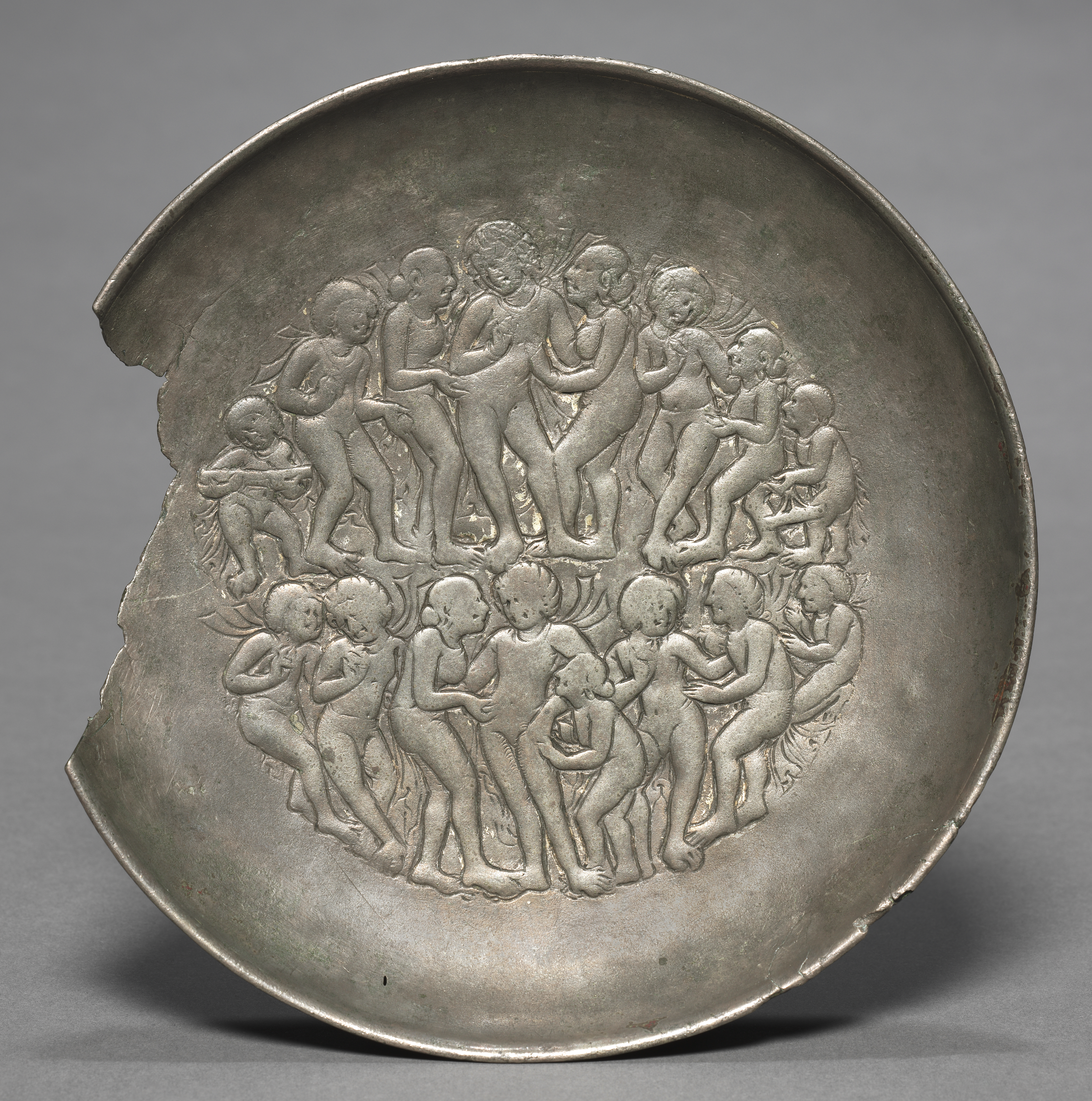
Plaque d'argent avec une scène de festival

Les vestiges de la ferronnerie séculaire décorée sont très rares mais une plaque d'argent au Cleveland Museum of Art montre une scène de festival bondée en relief. On conserve aussi un objet hautement décoré en fer bronzé qui est considéré comme un poids pour le "plomb" ou la ligne de mesure d'un architecte, maintenant au British Museum.
La monnaie d'or des Guptas, avec ses nombreux types et variétés infinies et ses inscriptions en sanskrit, est considérée comme la plus belle des pièces dans un style purement indien. L'Empire Gupta a produit un grand nombre de pièces d'or représentant les rois Gupta effectuant divers rituels, ainsi que des pièces d'argent clairement influencées par celles des Satrapes occidentaux antérieurs de Chandragupta II.

### Monnaie
La monnaie Gupta n'a commencé qu'avec le règne de Samudragupta (335 / 350-375), ou peut-être à la fin du règne de son père Chandragupta I, pour lequel un seul type de pièce à son nom est connu ("Chandragupta I et sa reine"), probablement un type commémoratif frappé par son fils,,. La monnaie de l'Empire Gupta était initialement dérivée de la monnaie de l'Empire Kushan, adoptant sa norme de poids, ses techniques et ses conceptions, à la suite des conquêtes de Samudragupta dans le nord-ouest,. Les Guptas ont même adopté des Kushans le nom de Dinara pour leur monnaie, qui vient du nom romain Denarius aureus,,. L'imagerie sur les pièces Gupta était initialement dérivée des types Kushana, mais les caractéristiques sont rapidement devenues plus indiennes à la fois dans le style et le sujet par rapport aux dynasties antérieures, où les styles gréco-romains et persans étaient principalement suivis,,.
La disposition habituelle consiste en un avers avec un portrait du roi normalement représenté entier, qu'il soit debout, assis ou à cheval, et au revers une déesse, le plus souvent assise sur un trône. Souvent, le roi sacrifie. Le choix des images peut avoir une signification politique, se référant aux conquêtes et aux goûts locaux; les types varient souvent entre les parties de l'empire.
Les types montrant le roi chassant et tuant divers animaux (lions (type "tueur de lion"), tigres et rhinocéros) font très probablement référence à de nouvelles conquêtes dans les zones où ces animaux étaient encore présents. Ils peuvent également refléter l'influence de l' argenterie sassanide Perse. Le roi debout et tenant un arc d'un côté (le type "archer") a été utilisé par au moins huit rois; il était peut-être destiné à associer le roi à Rama, une incarnation de Vishnou. Les têtes de profil du roi sont utilisées sur certaines pièces d'argent pour les provinces occidentales ajoutées à l'empire.
Certaines pièces d'or commémorent le rituel de sacrifice du cheval védique d' Ashvamedha, pratiqué par les rois Gupta; ceux-ci ont le cheval sacrificiel à l'avers et la reine au revers. Samudragupta est représenté en train de jouer d'un instrument à cordes, portant d'énormes boucles d'oreilles, mais portant seulement un simple dhoti. Le seul type produit sous Chandragupta I le montre lui et sa reine côte à côte. L'oiseau Garuda, porteur de Vishnu, est utilisé comme symbole de la dynastie sur de nombreuses pièces d'argent. Certains d'entre eux ont été par le passé identifiés à tort comme Temples du Feu.

La monnaie d'argent des Gupta a été réalisée à l'imitation de la monnaie des satrapes occidentaux après leur renversement par Chandragupta II, en insérant le symbole du paon Gupta au revers mais en conservant des traces de légende grecque et le portrait du souverain à l'avers,. Kumaragupta et Skandagupta ont continué avec l'ancien type de pièces de monnaie (les types Garuda et paon) et ont également introduit d'autres nouveaux types. La monnaie de cuivre était principalement confinée à l'ère de Chandragupta II et était plus originale dans sa conception. Huit des neuf types connus pour avoir été frappés par lui portent une figure de Garuda et le nom du roi. La détérioration progressive de la conception et de l'exécution des pièces d'or et la disparition de la monnaie en argent témoignent amplement de leur territoire restreint. 

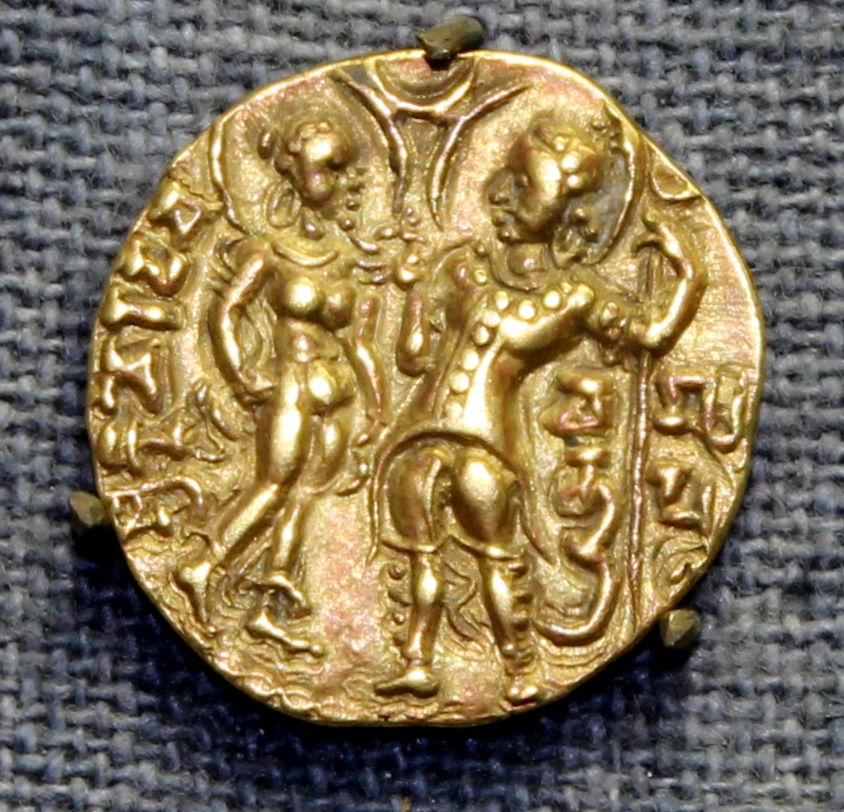
Chandragupta I et sa reine
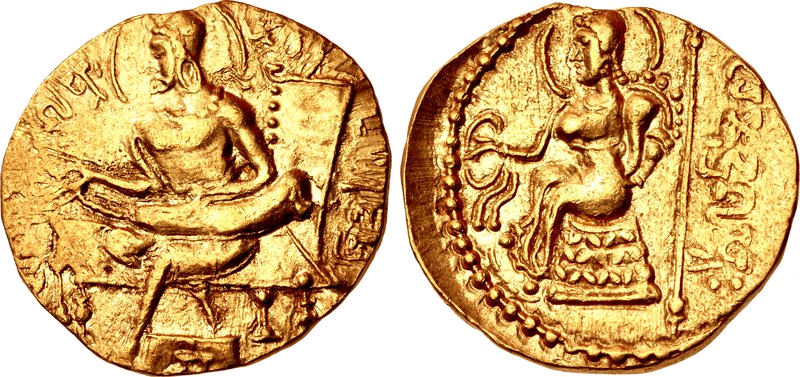
Samudragupta (à gauche) jouant d'un instrument de musique; Déesse (à droite), 335-380
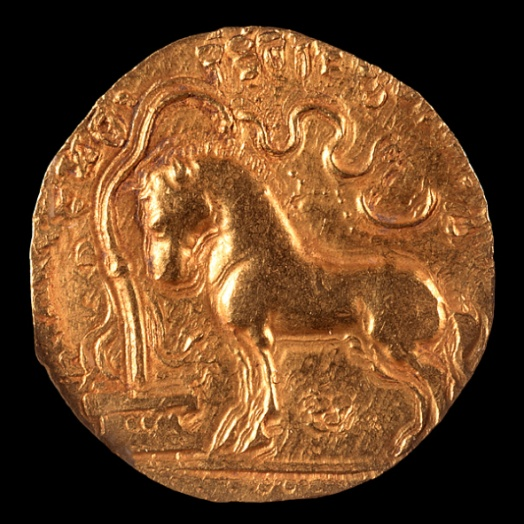
Pièce de Samudragupta avec un cheval d'Ashvamedha devant un poste sacrificiel yūpa, avec la légende "Le roi des rois, qui avait accompli le sacrifice d'Ashvamedha, gagne le ciel après avoir conquis la terre"[86],[87].
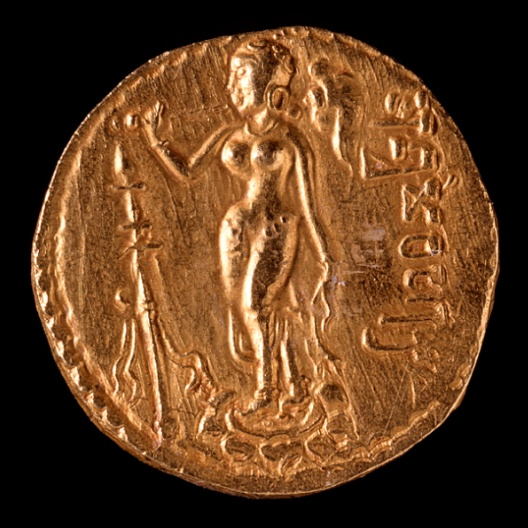
La reine, au revers de la pièce précédente, tient un chasse mouche pour l'éventail du cheval et un instrument pointu en forme d'aiguille, avec la légende "Un assez puissant pour effectuer le sacrifice d'Ashvamedha"[86],[87].
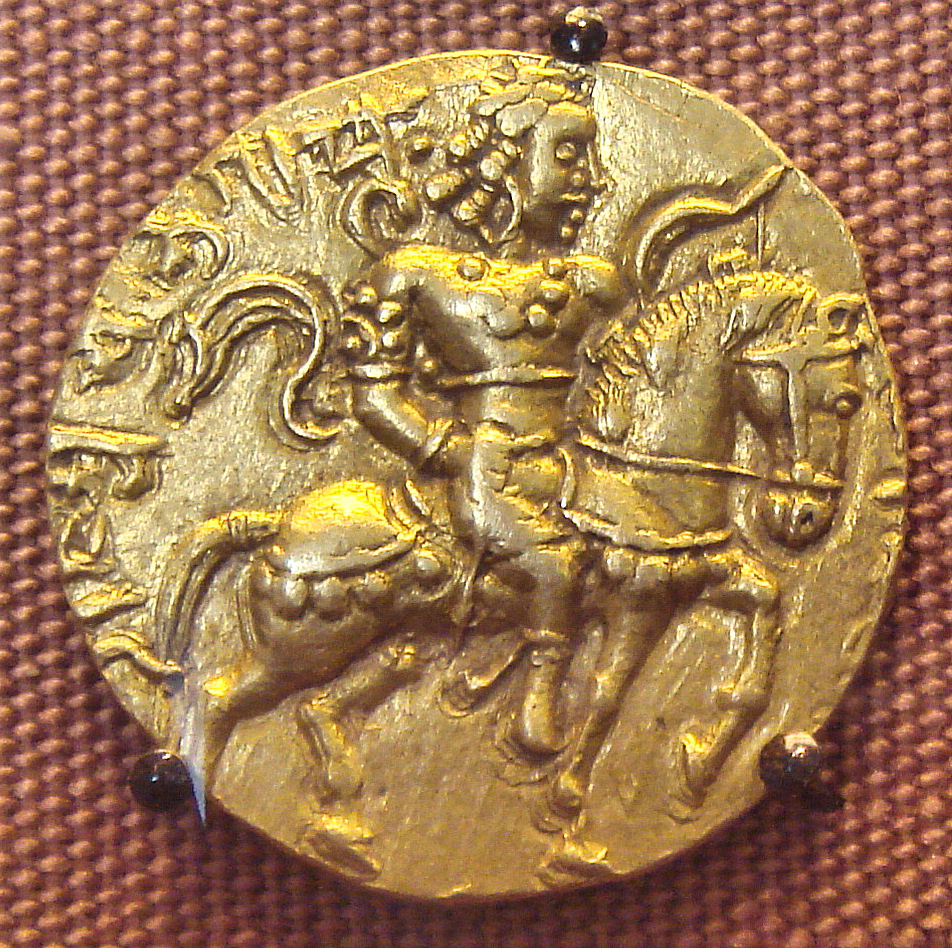
Chandragupta II à cheval
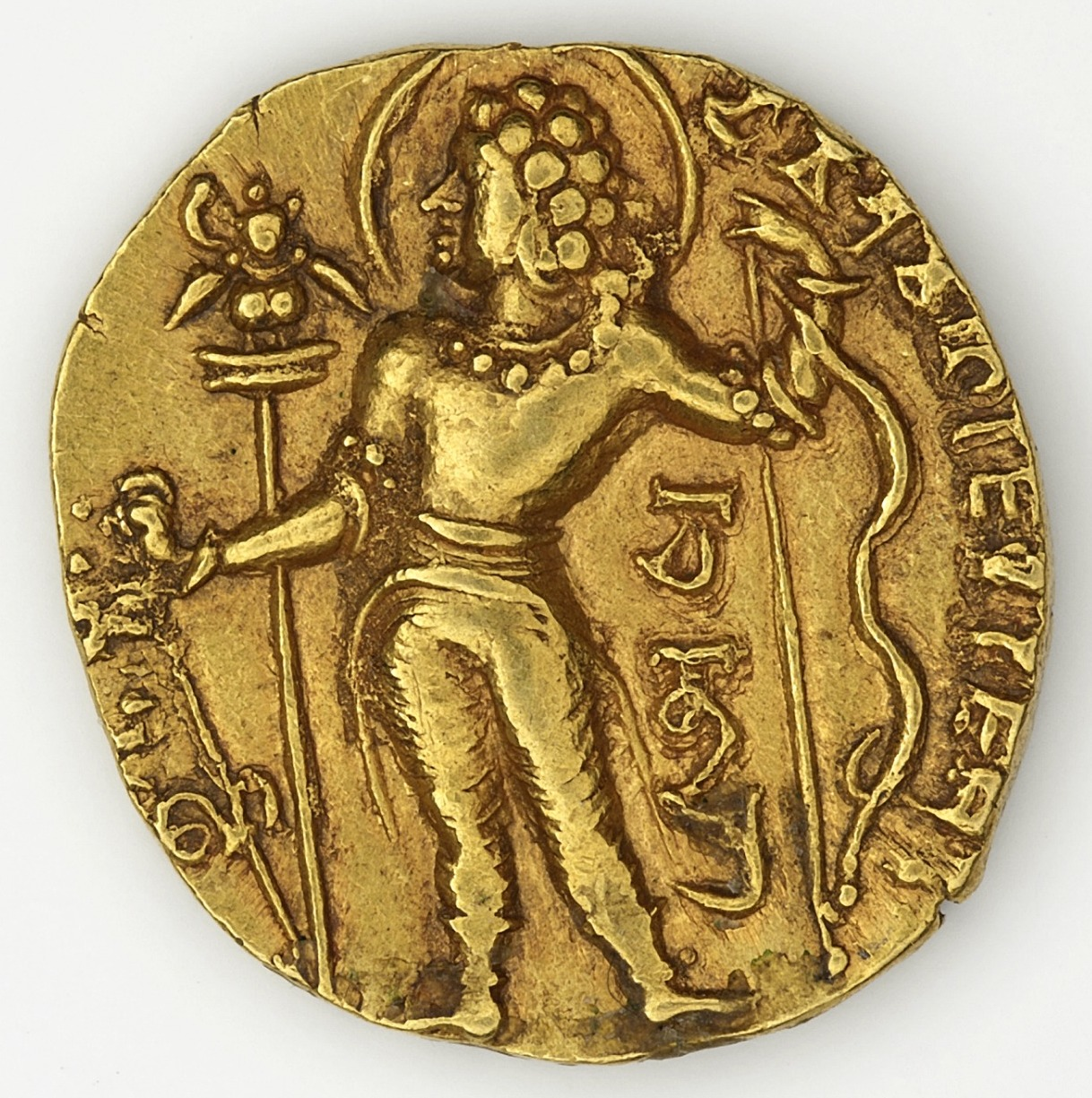
Type Archer de Chandragupta II
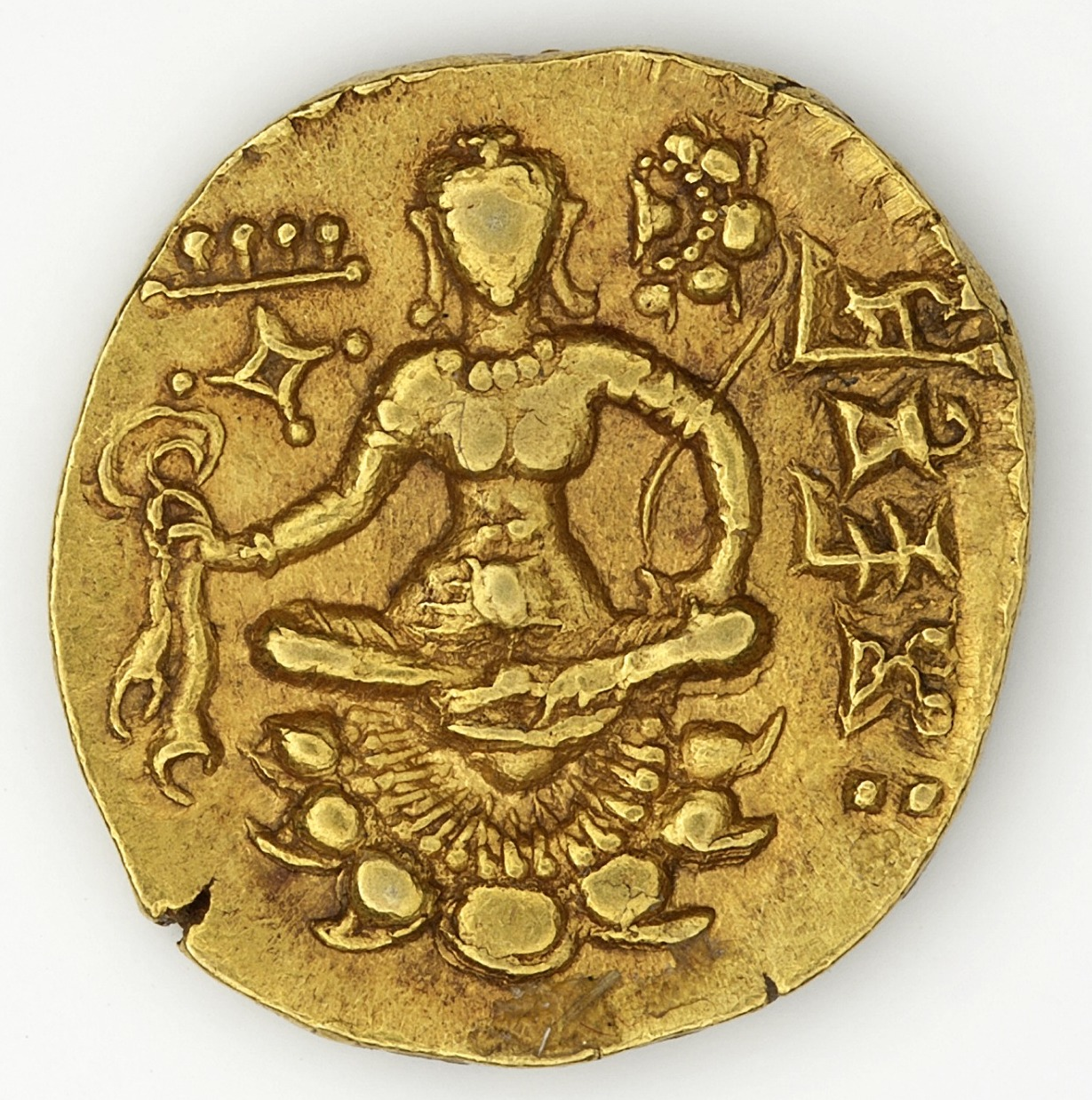
Revers de la pièce précédente; déesse assise sur un lotus
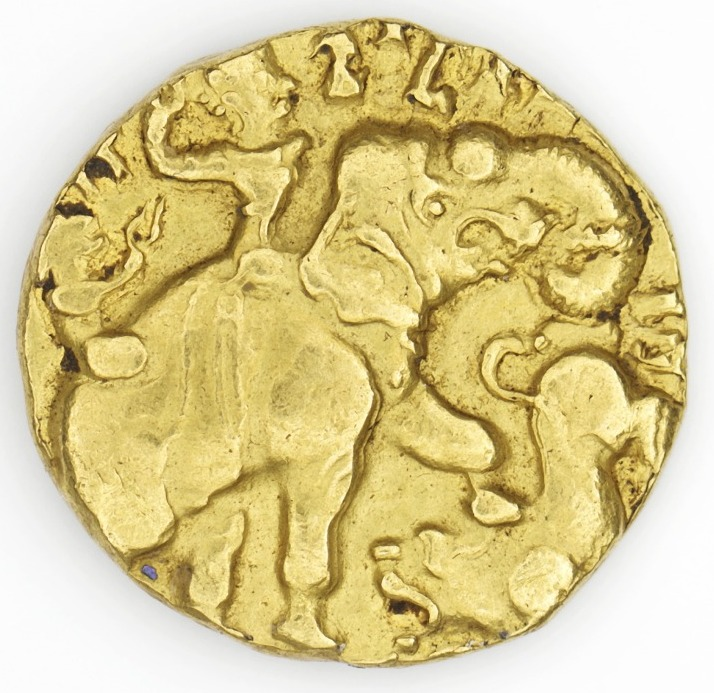
Kumaragupta I chassant le lion sur un éléphant
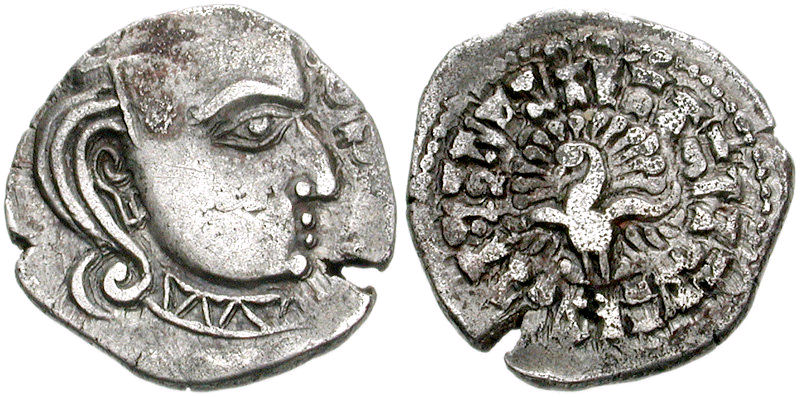
Tête d'argent de Skandagupta, paon au revers, 455-467
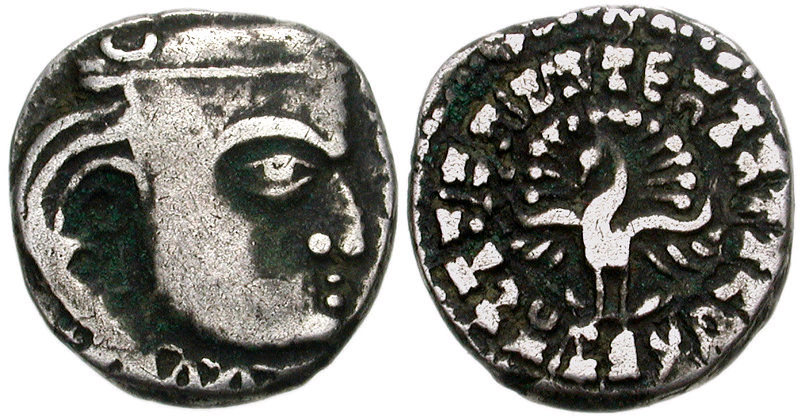
Tête en argent de Budhagupta, paon au revers, 476-495

## Architecture

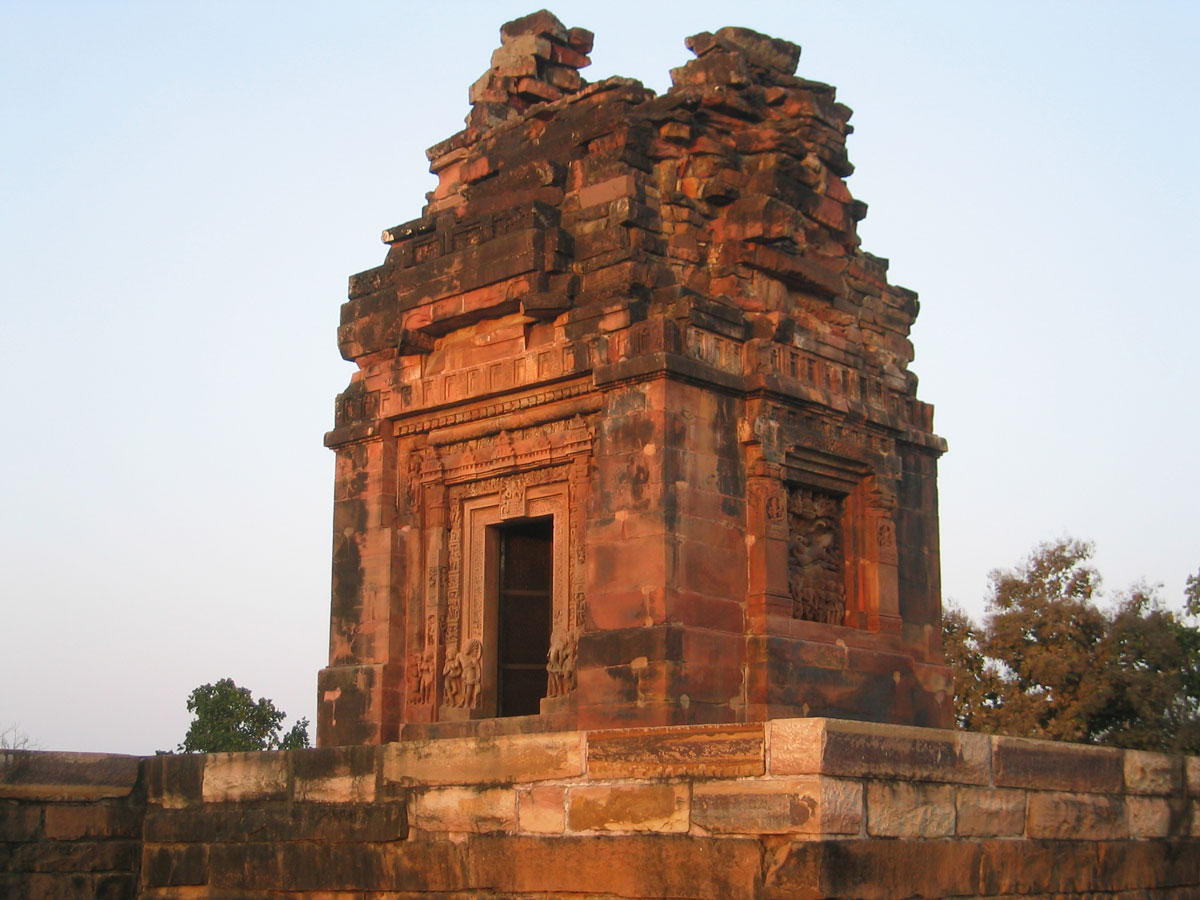
Temple Dashavatara, Deogarh, un temple dédié à Vishnu du VIe siècle, à l'origine avec un mandapa et un déambulatoire couvert.

Pour des raisons qui ne sont pas tout à fait claires, la période Gupta représentait en grande partie un hiatus dans l'architecture indienne excavée, la première vague de construction se terminant avant la constitution de l'empire et la deuxième vague commençant à la fin du Ve siècle, juste comme il se terminait. C'est le cas, par exemple, dans les grottes d'Ajanta, avec un premier groupe formé vers 220 au plus tard, et un autre probablement après environ 460. En revanche, la période a laissé presque les premières structures construites restantes en Inde, en particulier les débuts de l'architecture des temples hindous. Comme le dit Milo Beach: "Sous les Guptas, l'Inde n'a pas tardé à rejoindre le reste du monde médiéval dans une passion pour le logement d'objets précieux dans des cadres architecturaux stylisés", les "objets précieux" étant principalement les icônes des dieux.
Les monuments les plus célèbres subsistants dans un style largement Gupta, les grottes d'Ajanta, Eléphanta et Ellora (respectivement bouddhiste, hindou et mixte, y compris Jain) ont en fait été produites sous d'autres dynasties en Inde centrale, et dans le cas d'Ellora après la Période Gupta, mais reflètent principalement la monumentalité et l'équilibre du style Guptan. Ajanta contient les vestiges les plus importants de la peinture de cette période et des périodes environnantes, montrant une forme mature qui avait probablement eu un long développement, principalement dans la peinture de palais.  Les grottes hindoues d'Udayagiri mentionnent des connexions avec la dynastie et ses ministres,  et le temple Dashavatara à Deogarh est un temple majeur, l'un des premiers à survivre, avec une sculpture importante, bien qu'il ait perdu son mandapa et son déambulatoire couvert pour le parikrama.
Les exemples de premiers temples hindous du nord de l'Inde qui ont survécu, outre les grottes d'Udayagiri au Madhya Pradesh, incluent ceux de Tigawa (début du Ve siècle), le Temple 17 de Sanchi (similaire, mais bouddhiste), Deogarh, le Temple de Parvati à Nachna (465), Bhitargaon, le plus grand temple de briques de Gupta à avoir survécu, et le temple de briques de Lakshman à Sirpur (600–625). Le temple du Gop au Gujarat (vers 550 ou plus tard) est une exception, sans aucun exemple de comparaison proche subsistant.

Il existe un certain nombre de modèles différents, qui continueront à être la norme pendant plus d'un siècle après la période Gupta, mais des temples tels que Tigawa et le temple 17 de Sanchi, qui sont de petits bâtiments de prostyle en pierre massivement construits avec un sanctuaire et un porche à colonnes, montre le plan de base le plus commun qui sera élaboré dans les temples ultérieurs jusqu'à nos jours. Les deux ont probablement des toits plats sur le sanctuaire, ce qui deviendrait rare vers le VIIIe siècle. Les temple de Mahabodhi, Bhitargaon, Deogarh et Gop présentent déjà tous de hautes superstructures de formes différentes. Le temple de Chejarla Kapoteswara démontre que des temples indépendants de chaitya avec des toits en berceau ont continué à être construits, probablement avec de nombreux exemples plus petits en bois. 

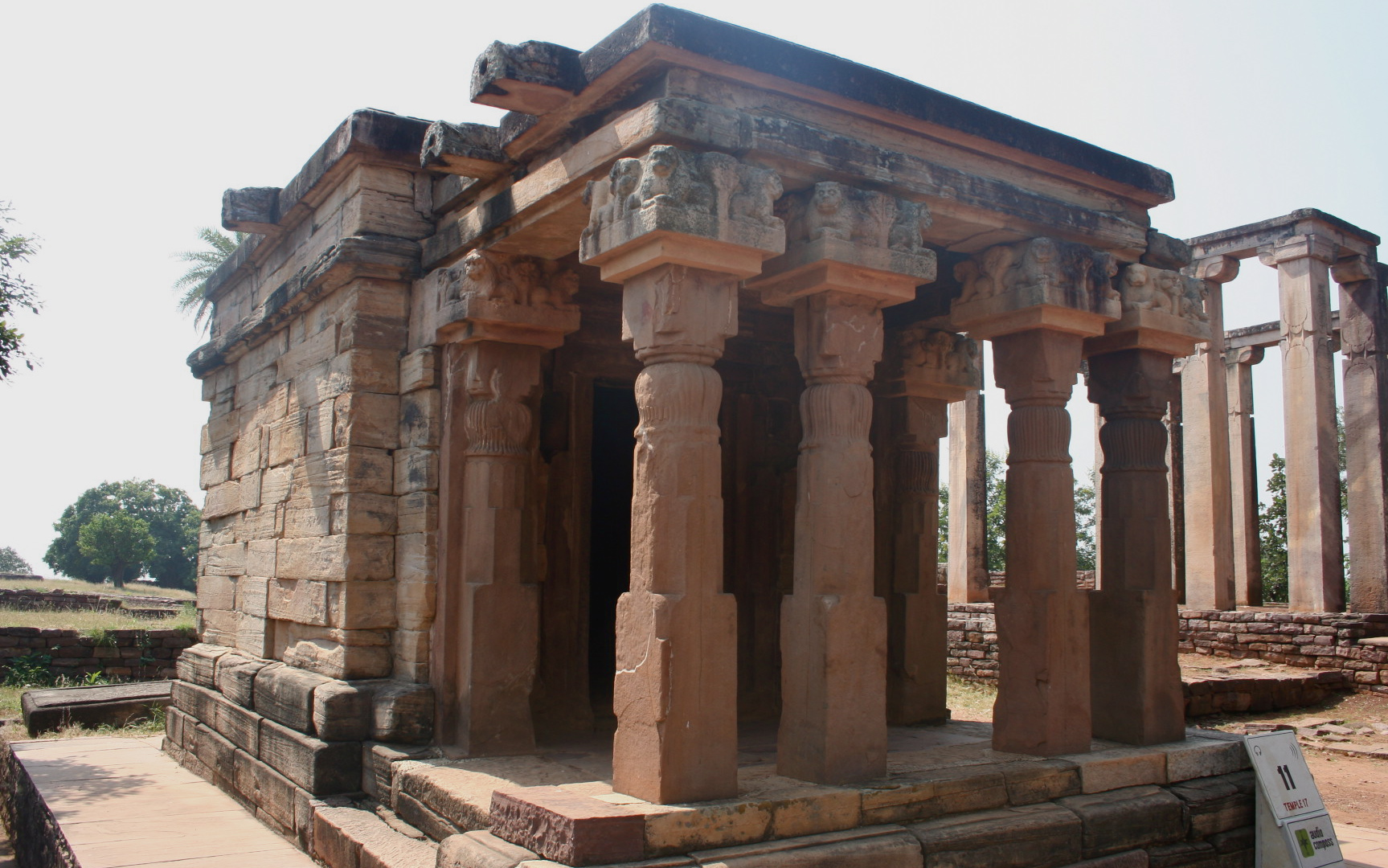
Temple tétrastyle prostyle de la période Gupta 17 à Sanchi, un exemple de l'architecture bouddhiste; Ve siècle
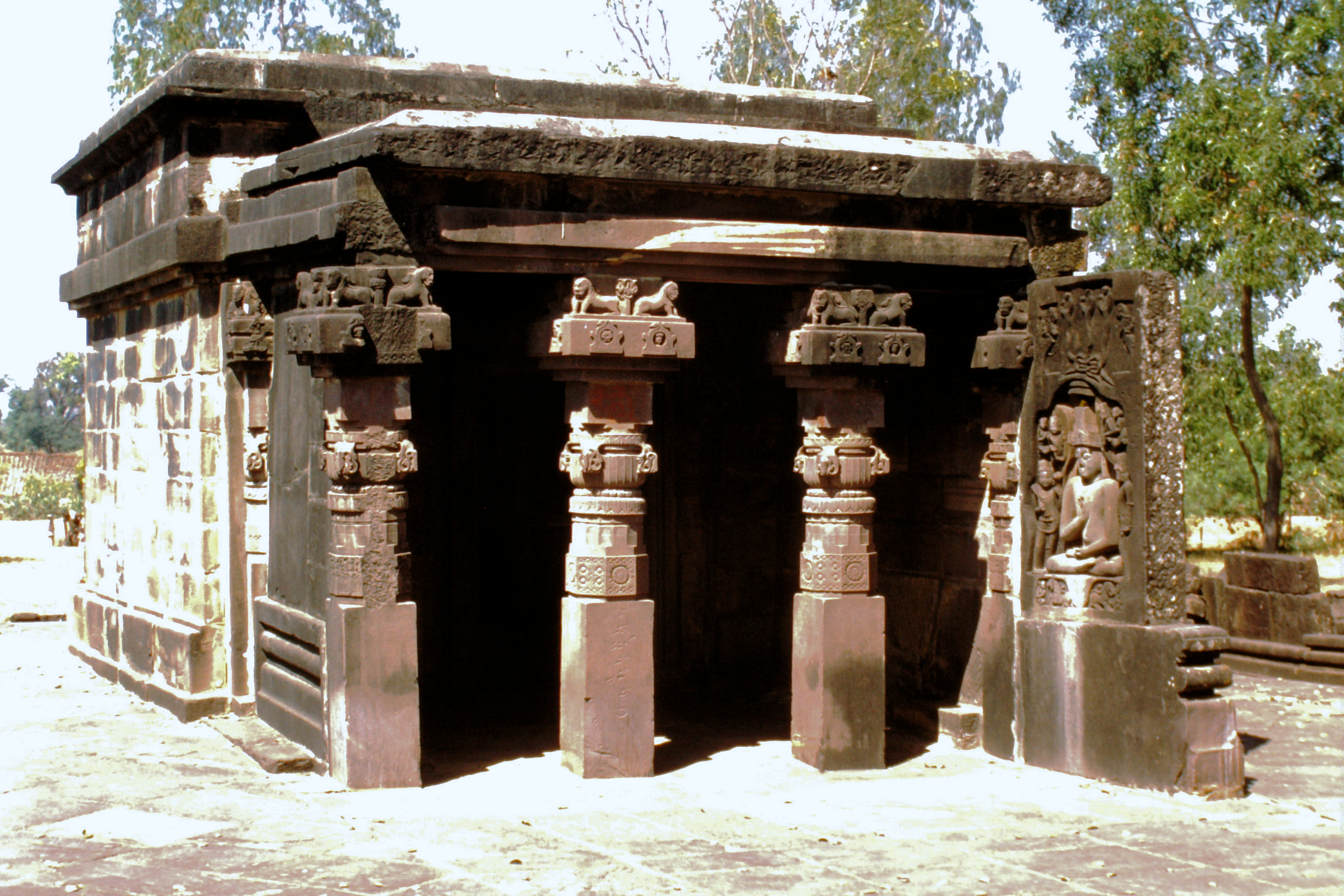
Le temple hindou de Tigawa, au début du Ve siècle.
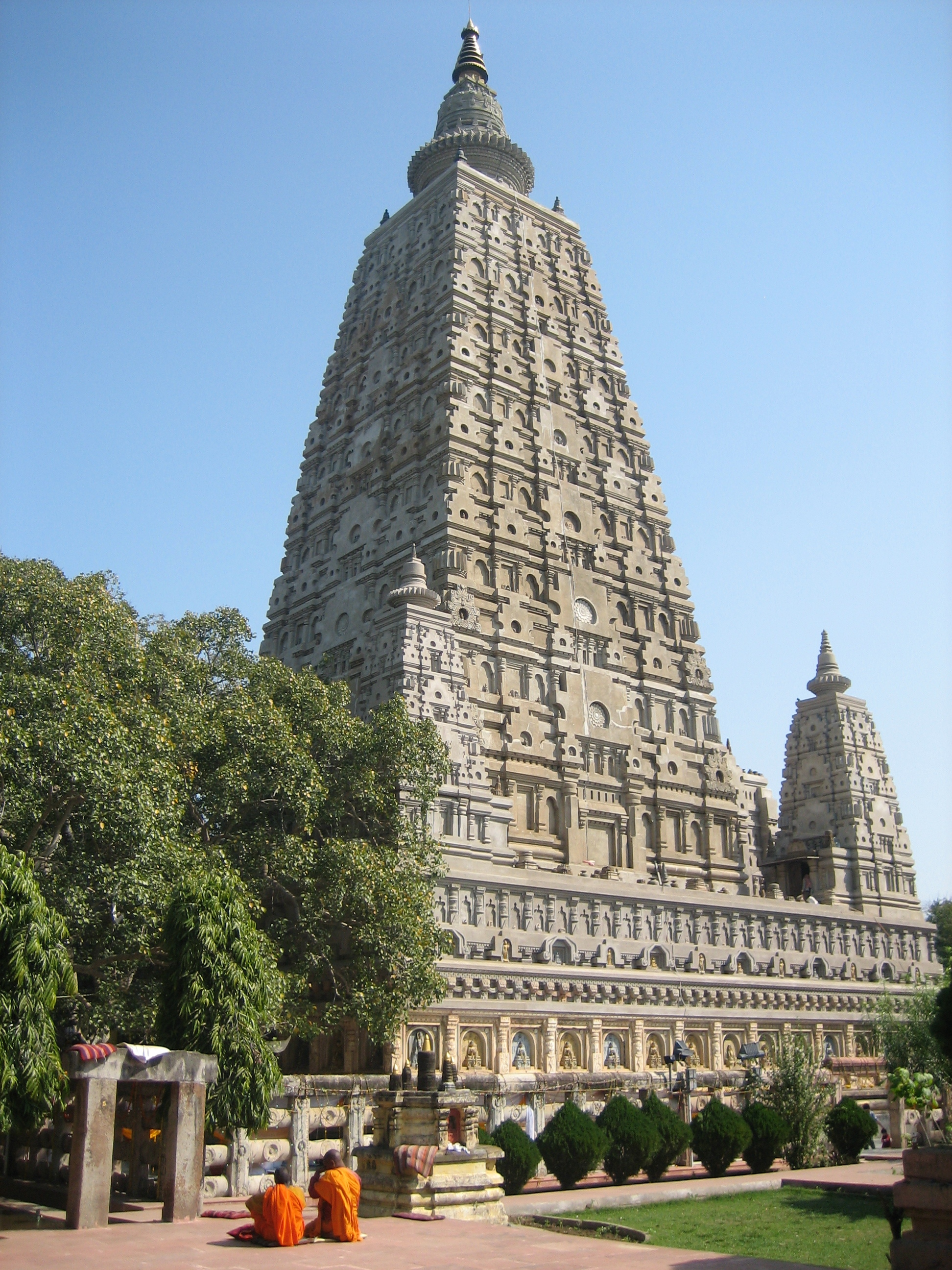
La structure actuelle du temple Mahabodhi remonte à l'ère Gupta, au Ve siècle, marquant l'endroit où le Bouddha aurait atteint l'illumination.
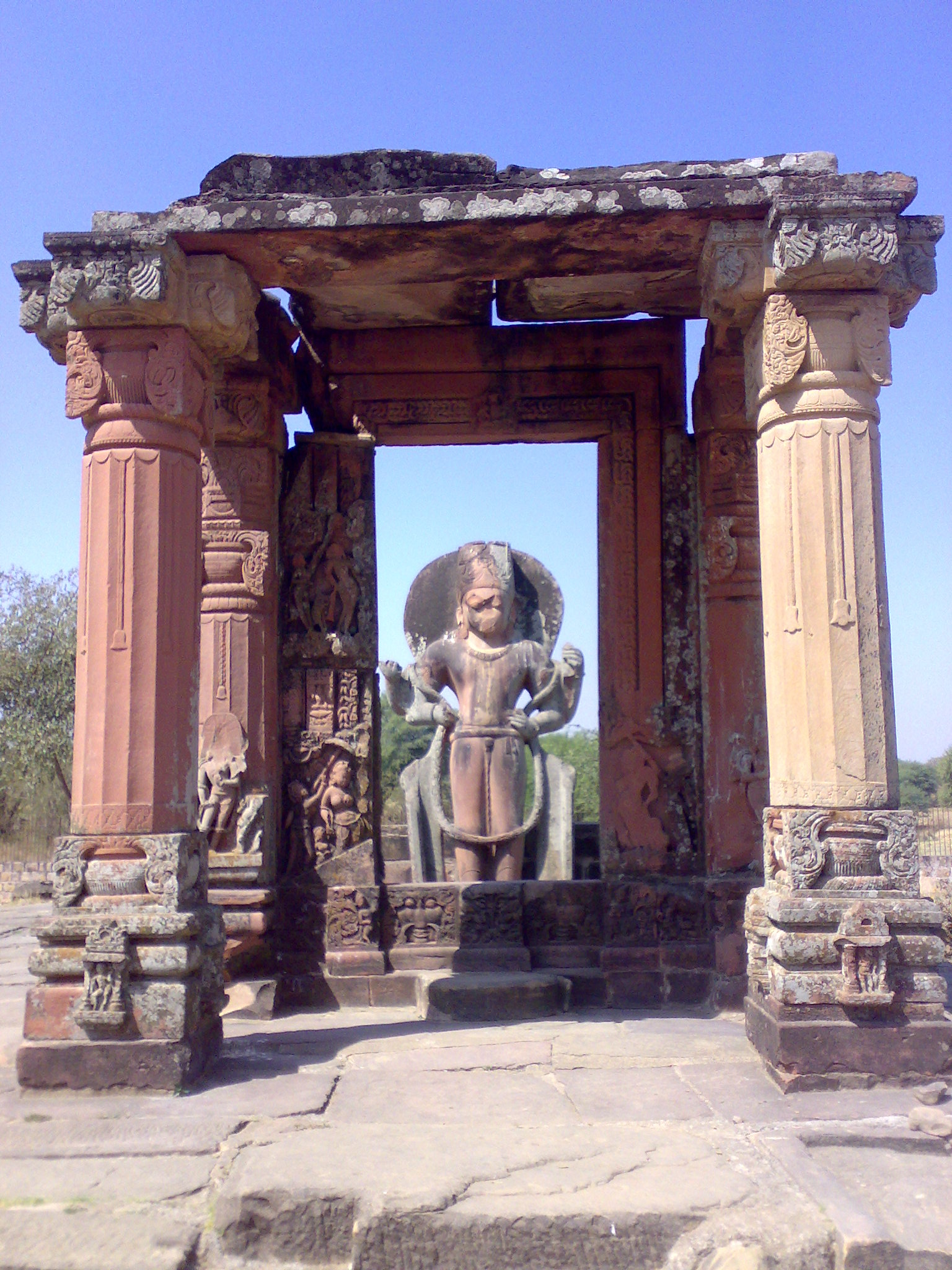
Temple de Vishnu à Eran, fin du Ve siècle.
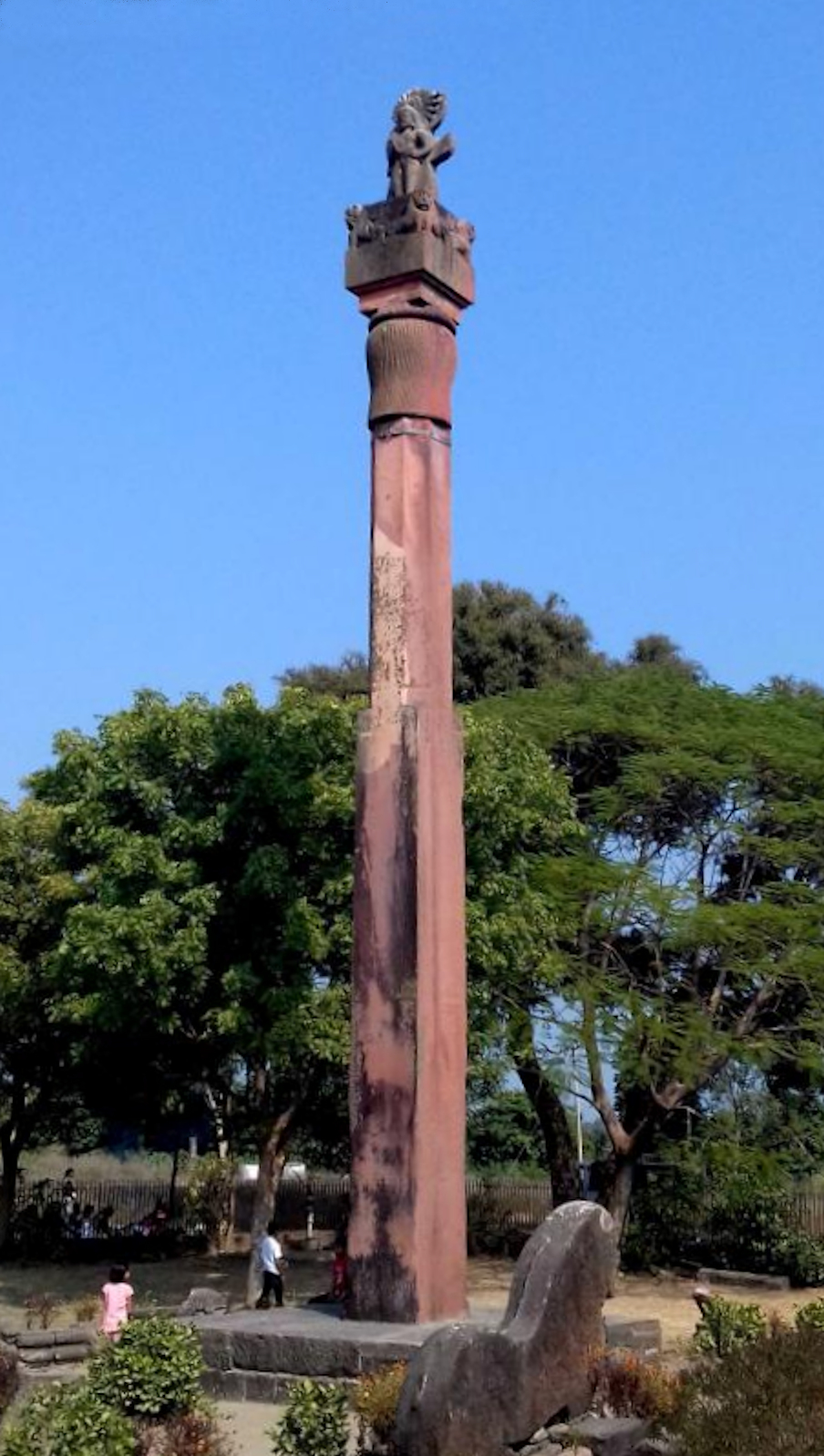
La colonne Buddhagupta à Eran, 484/5

## La peinture

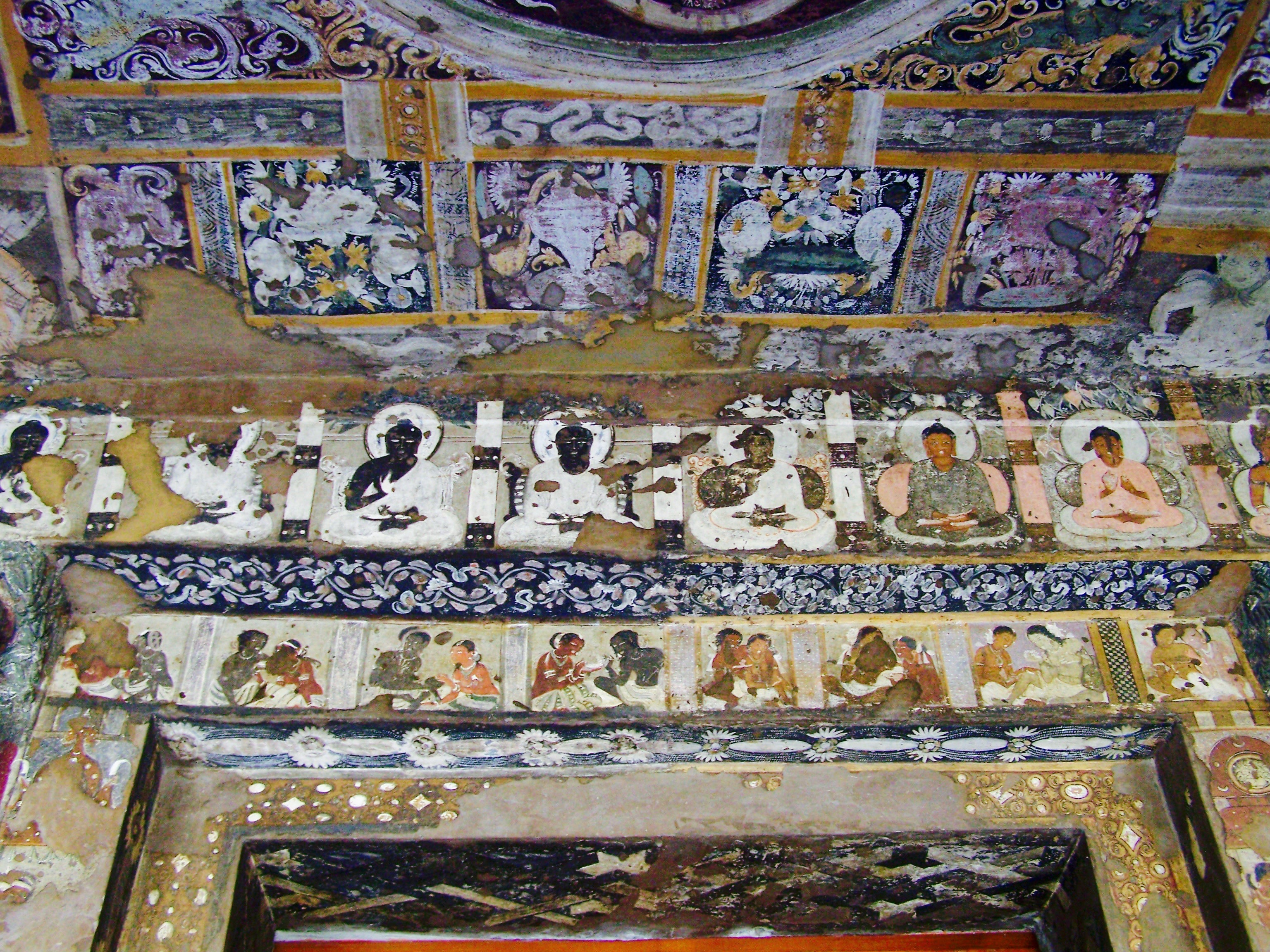
Ajanta, grotte 17, fresques au-dessus d'un linteau

La peinture était évidemment un art majeur à l'époque de Gupta, et les peintures variées des grottes d'Ajanta, qui en sont de loin les meilleurs témoignages (presque les seules), montrent un style et une technique très matures, clairement le résultat d'une tradition bien développée. En effet, on sait que la compétence en peinture amateur, en particulier pour les portraits, était considérée comme une réalisation souhaitable parmi les élites guptas, y compris la royauté. Les autres vestiges proviennent des grottes de Bagh, maintenant principalement transférées au musée archéologique Gujari Mahal à Gwalior Fort, Ellora et à la grotte III des temples des grottes de Badami.
À Ajanta, on pense que différentes équipes de peintres, habituées à décorer des palais et des temples ailleurs, ont été amenées au besoin pour décorer les grottes. Les peintures murales subsistent à la fois dans les groupes antérieurs et postérieurs des grottes. Plusieurs fragments de peintures murales conservées dans les grottes antérieures (grottes 10 et 11) sont en fait des survivances uniques de la peinture ancienne en Inde de cette période, et "montrent que sous les Sātavāhana, sinon plus tôt, les peintres indiens avaient maîtrisé un naturaliste facile et un style fluide, traitant de grands groupes de personnes d'une manière comparable aux reliefs des linteaux du torana de Sāñcī".
Quatre des grottes postérieures ont de grandes peintures murales relativement bien conservées qui "sont devenues l'image même de la peinture murale indienne pour les non-spécialistes", et représentent "les grandes gloires non seulement des Gupta mais de tout l'art indien". Ils se répartissent en deux groupes stylistiques, les plus célèbres dans les grottes 16 et 17, et ce qui était considéré comme des peintures plus récentes dans les grottes 1 et 2. Cependant, la nouvelle chronologie largement acceptée proposée par Spink place les deux groupes au Ve siècle, probablement avant 478.
Les peintures sont en " fresque sèche", peintes sur une surface en plâtre sec plutôt qu'en plâtre humide. Toutes les peintures semblent être l'œuvre de peintres soutenus par des clients sophistiqués et connaisseurs avertis venant d'une atmosphère urbaine. Contrairement à la plupart des peintures murales indiennes, les compositions ne sont pas disposées en bandes horizontales comme une frise, mais montrent de grandes scènes s'étalant dans toutes les directions à partir d'une seule figure ou d'un groupe au centre. Les plafonds sont également peints avec des motifs décoratifs sophistiqués et élaborés, dérivés de la sculpture. Les peintures de la grotte 1, qui selon Spink ont été commandées par Harisena lui-même, se concentrent sur les Jataka, qui montrent les vies antérieures du Bouddha en tant que roi, plutôt qu'en tant que cerf ou éléphant ou autre animal. Les peintures d'Ajanta se sont sérieusement détériorées depuis leur redécouverte en 1819, et sont aujourd'hui généralement difficiles à apprécier sur le site. Un certain nombre de premières tentatives pour les copier a échoué.
Seules les peintures murales survivent, mais il ressort clairement des sources littéraires que les peintures portatives, y compris les portraits, étaient courantes, y compris probablement les manuscrits illustrés.
Grotte 1 à Ajantâ

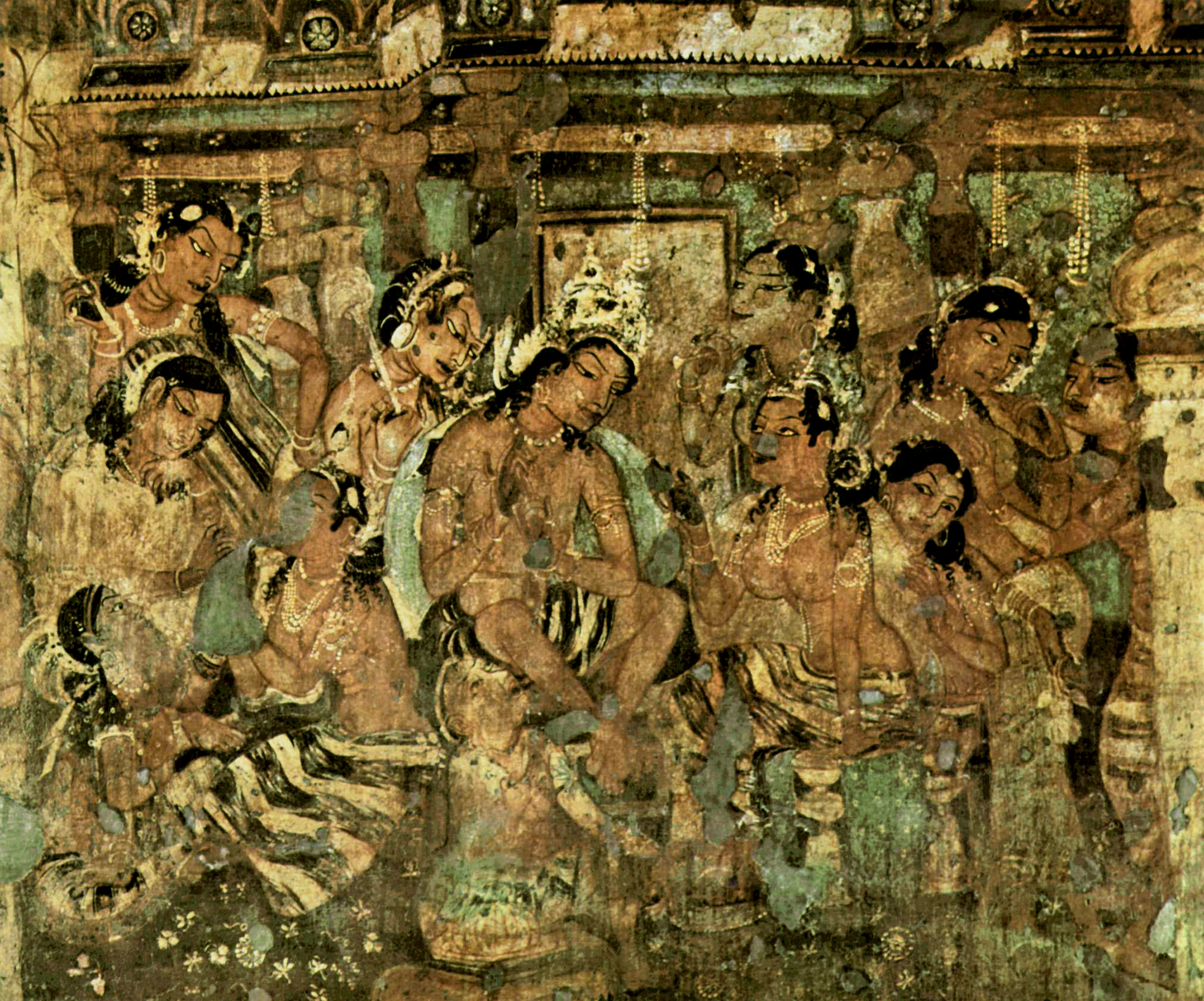
L'une des quatre fresques du Mahajanaka Jataka. Le roi annonce qu'il abdique pour devenir ascète[105].
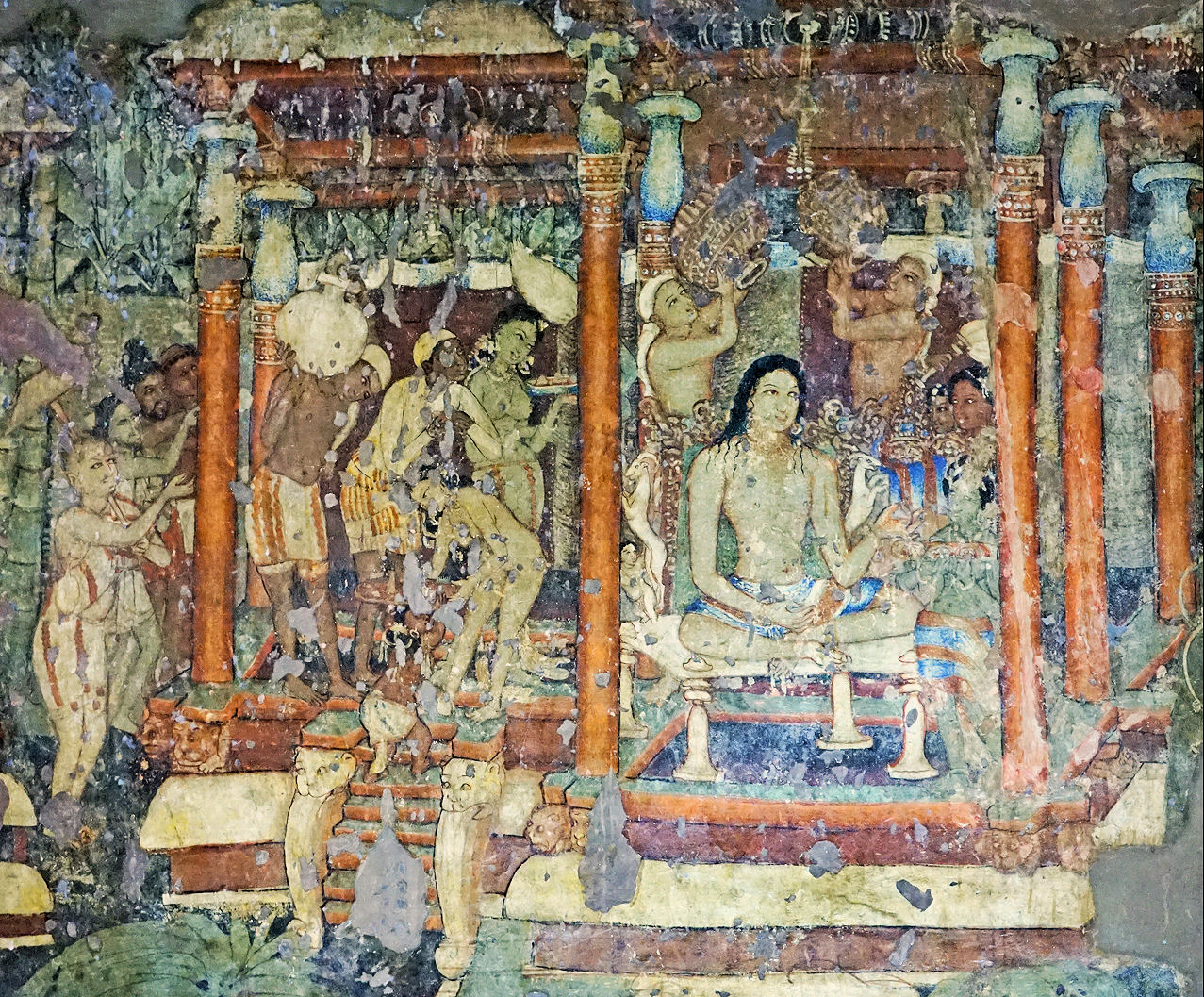
Sibi Jataka: le roi subit les rituels traditionnels des renonceurs. Il reçoit un bain de cérémonie[106].
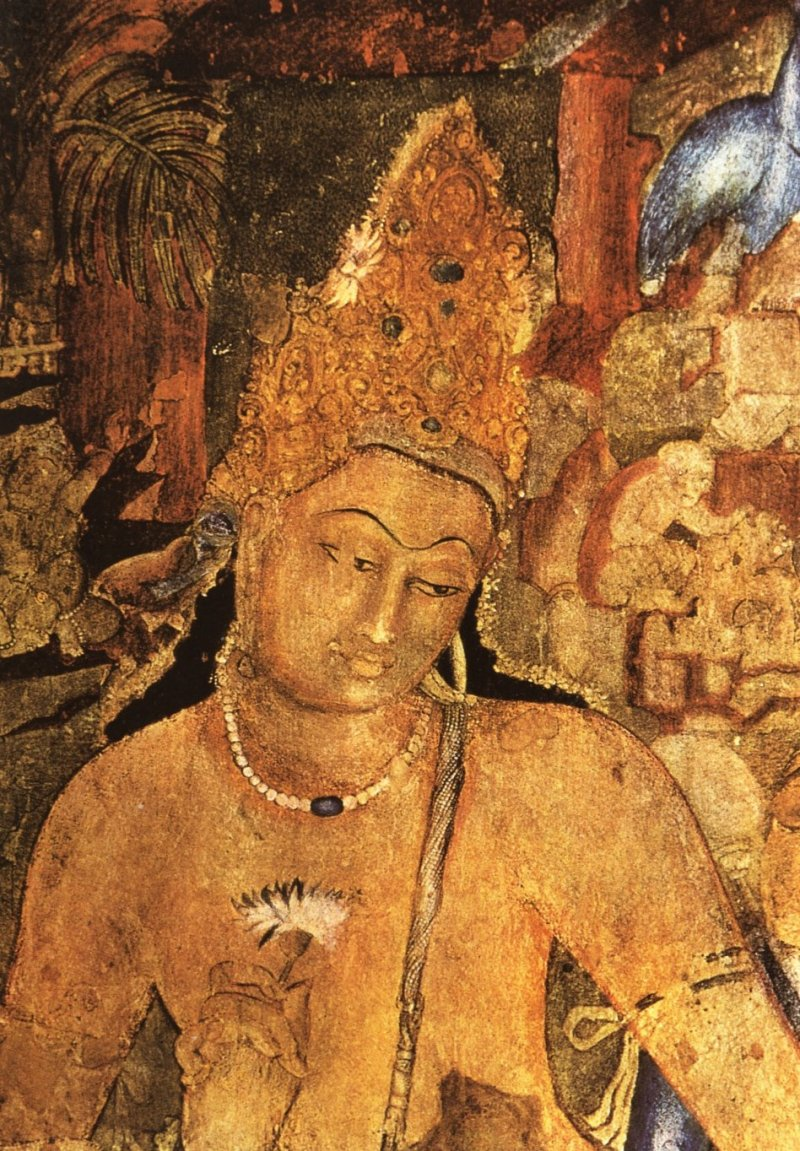
Le Bodhisattva de compassion Padmapani tenant un lotus[106],[108].
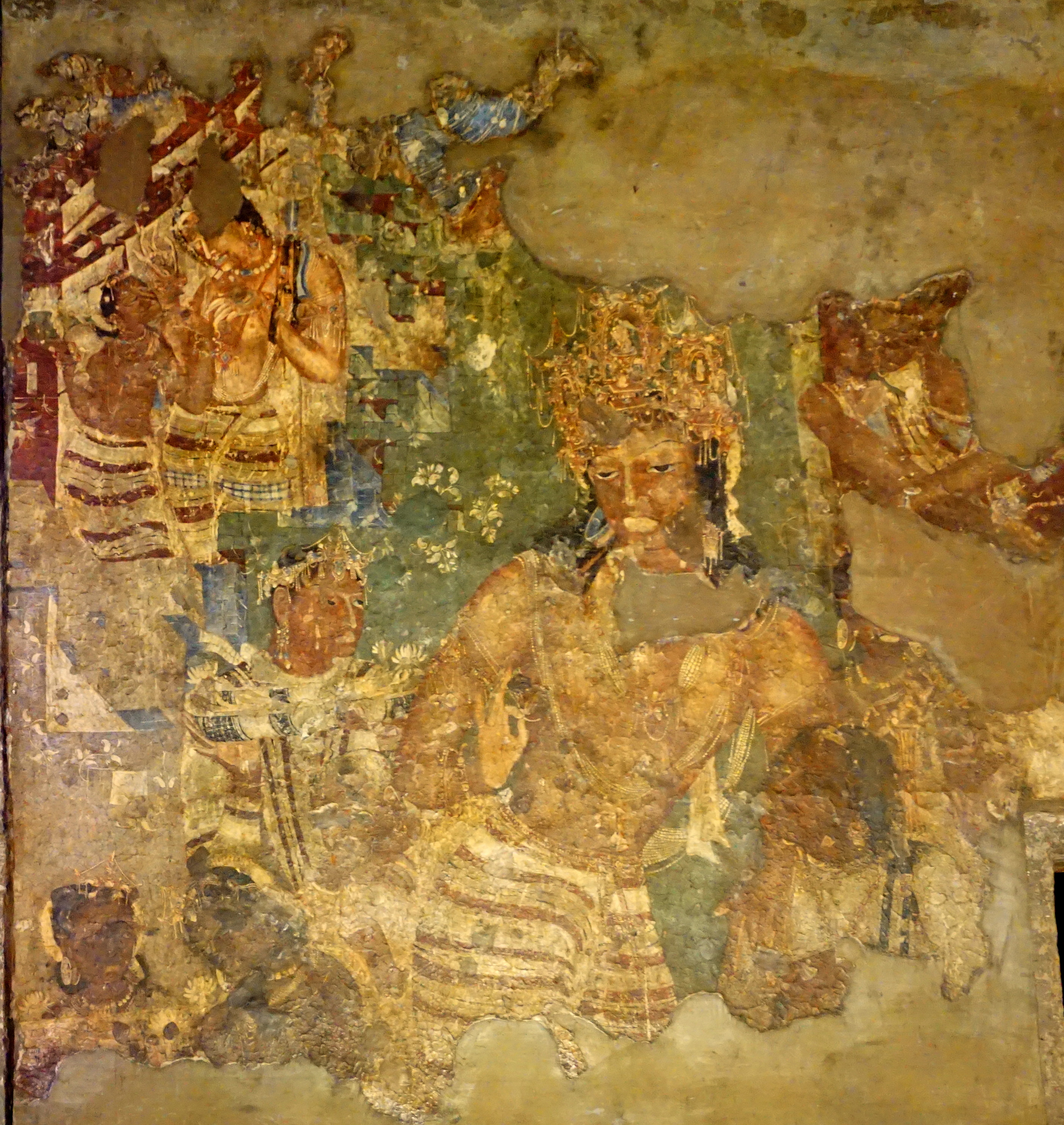
Le Vajrapani

## Influences en Asie du Sud-Est

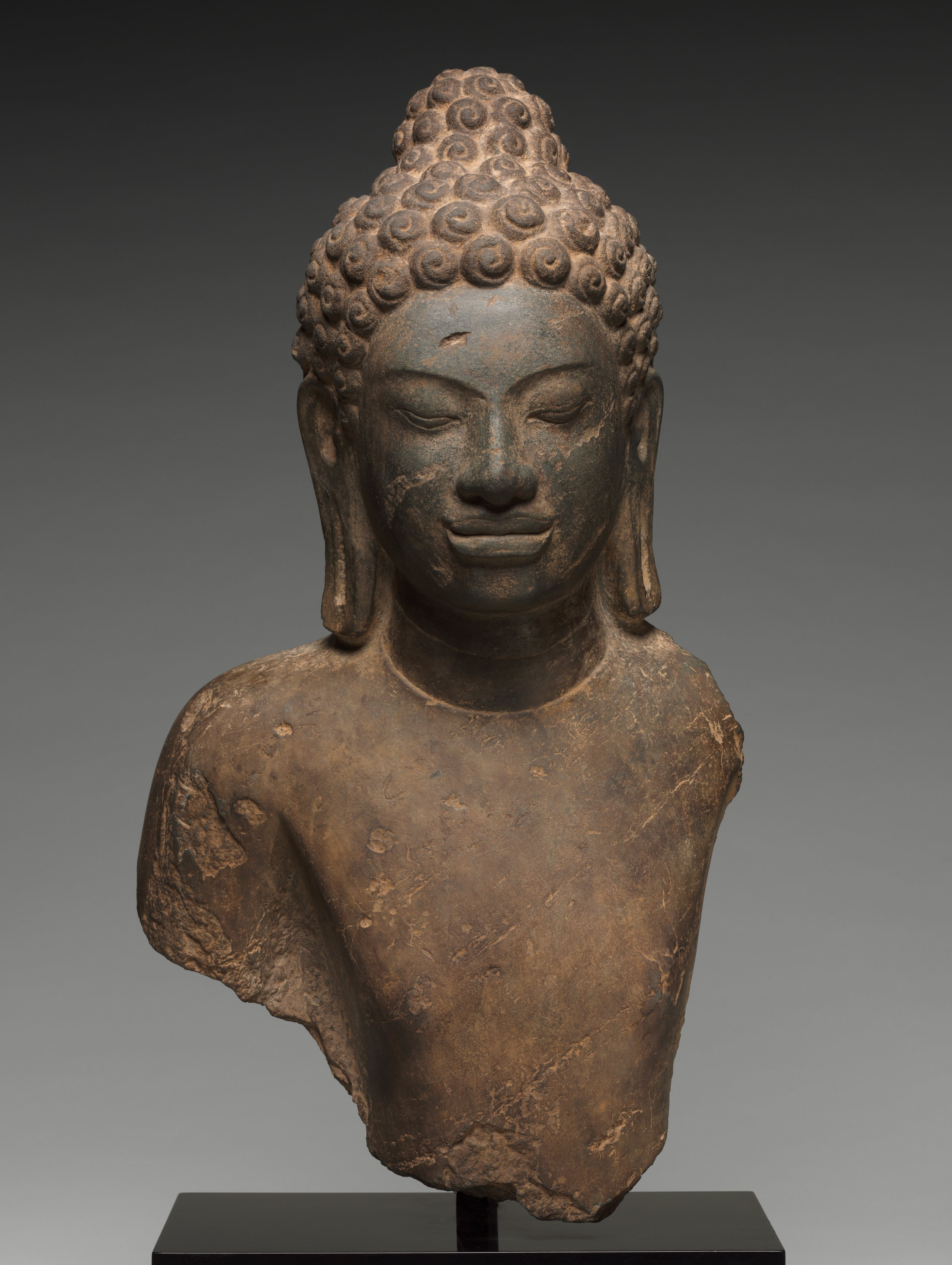
Thaïlande centrale, Dvaravati, style Mon-Dvaravati,.

L'art indien, en particulier l'art gupta et post-gupta de l'Inde orientale, a influé sur le développement de l'art bouddhiste et hindou en Asie du Sud-Est à partir du VIe siècle de notre ère. Le peuple Môn du royaume de Dvâravatî dans la Thaïlande moderne a été parmi les premiers à adopter le bouddhisme et a développé un style particulier d'art bouddhiste. Les statues de Bouddha Mon-Davarati ont des traits de visage et des cheveux qui rappellent l'art de Mathura. Dans le Cambodge pré- angkorien du VIIe siècle de notre ère, des statues Harihara fusionnant les caractéristiques de Shiva et Vishnu sont connues. 

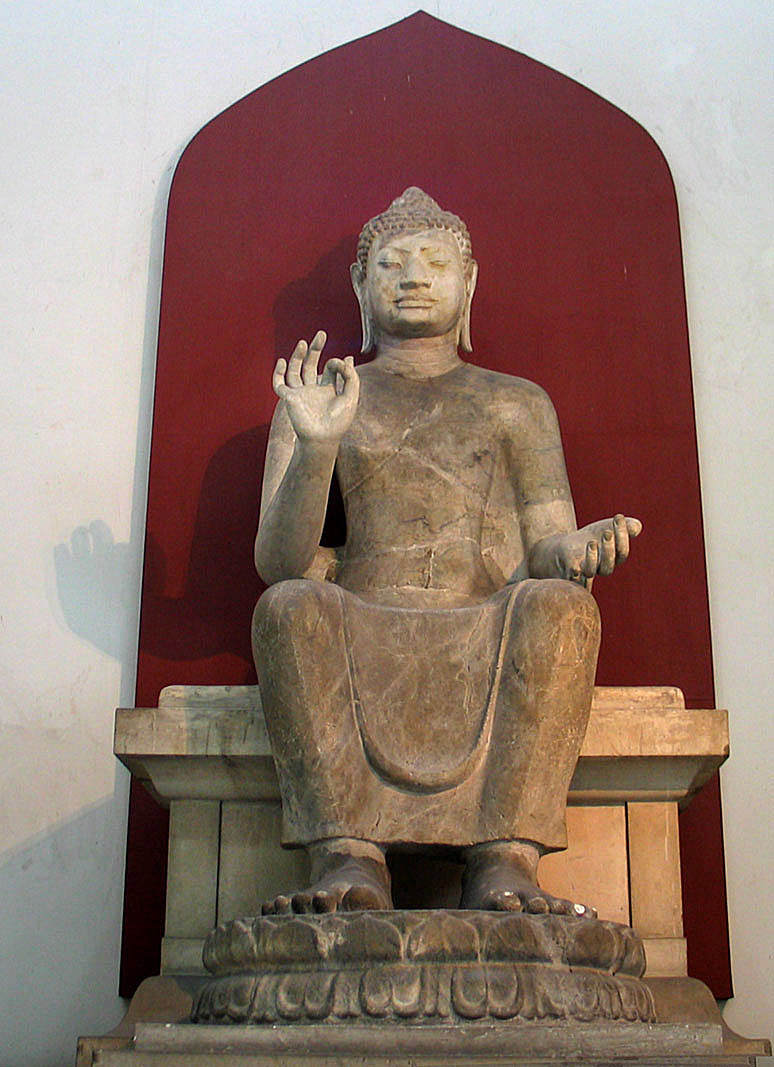
Bouddha assis de style Dvaravati, Thaïlande, VIe siècle
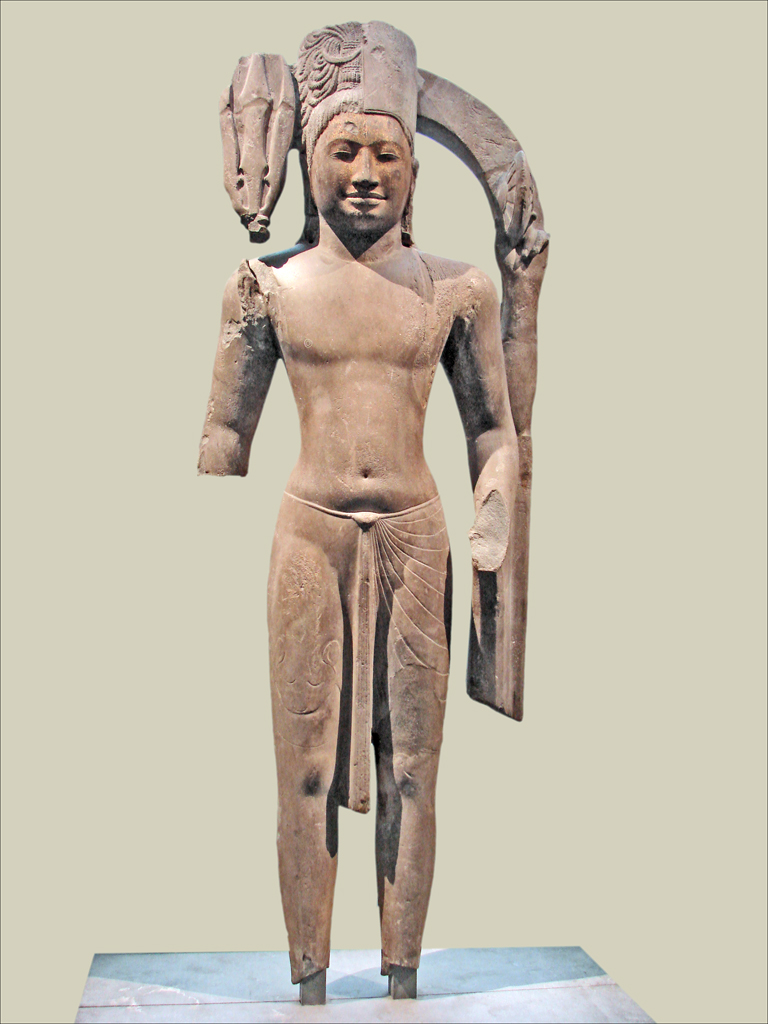
Statue d'Harihara, Cambodge, VIIe siècle. Musée Guimet, Paris